# Gaillac (AOC)
Pour les articles homonymes, voir Gaillac (homonymie).
Le gaillac est un vin français d'appellation d'origine contrôlée du vignoble du Sud-Ouest de la France. Sa zone de production est située à cheval sur les deux rives du Tarn, dans la partie nord-ouest du département homonyme, au nord-est de Toulouse.
Vignoble aux multiples facettes, il propose des vins rouge, primeur, rosé, blanc sec, perlé, doux, mousseux. Les principaux cépages sont le len-de-l'el B, le mauzac B et R, la muscadelle et le sauvignon B pour les vins blancs ; pour les vins rouges ce sont le duras N, le fer servadou N (ou braucol) et la syrah N. La surface de production représentait, en 2008, 3 923 hectares pour un volume de production de 160 000 hectolitres.
Son histoire est multi-millénaire ; il doit probablement sa création aux Gaulois, avant l'arrivée des Romains et son développement aux moines de l'abbaye Saint-Michel de Gaillac. Roger Dion et Marcel Lachiver, historiens du vin, considèrent tous deux, qu'avec celui de Côte-rôtie « Gaillac est le plus ancien vignoble de France ». La réputation de ses vins blancs lui vaut un classement en AOC en 1938. Celle des rosés et rouges est acquise en 1970.
Le slogan de la commission interprofessionnelle des vins de Gaillac est : « Gaillac, parce que les vins d'avenir ont toujours un passé. »

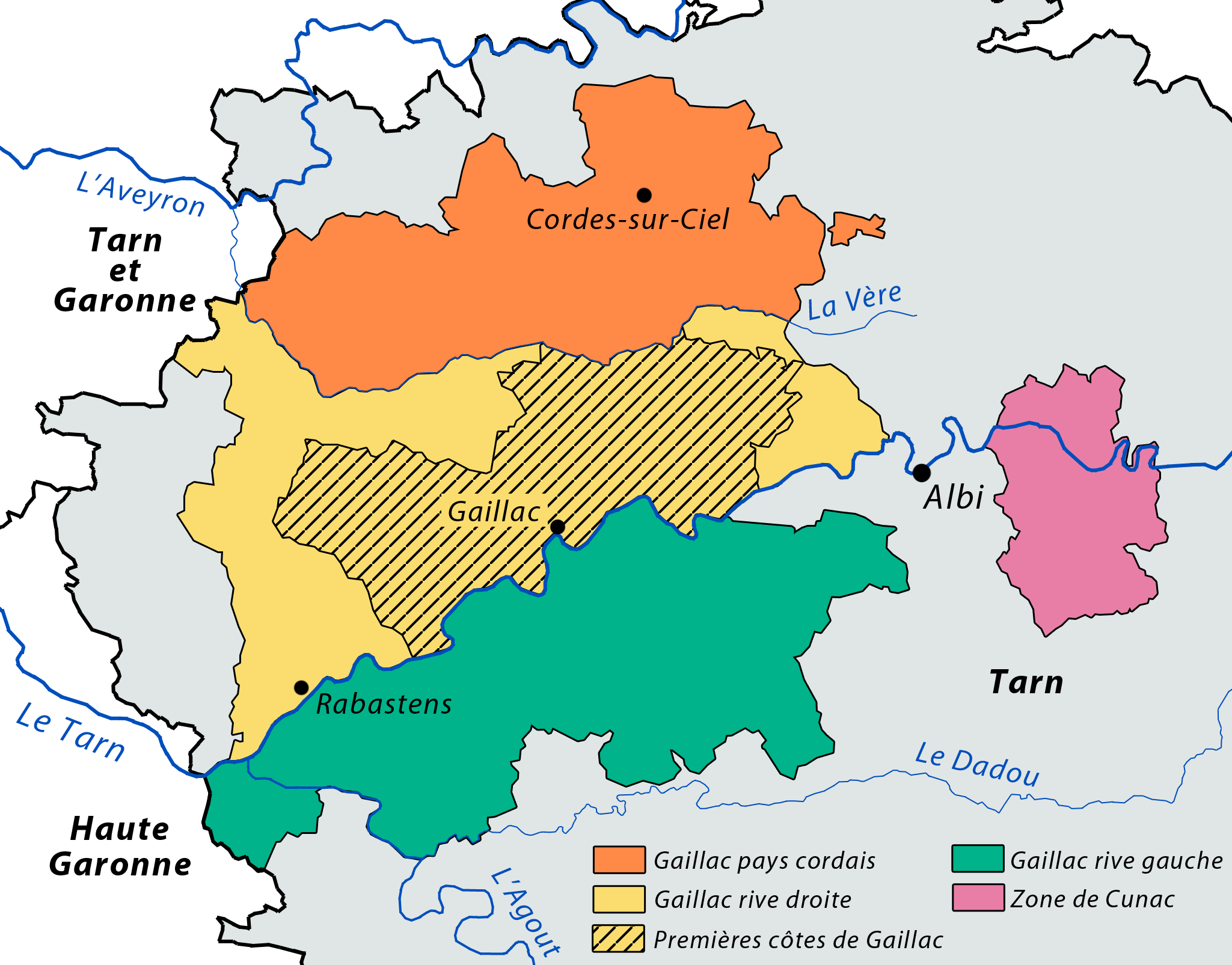
Carte des appellations de vins de Gaillac.

## Histoire

### Antiquité

#### Les Celtes et les Romains
Le peuple rutène arrive au IVe siècle avant notre ère. Il occupe un territoire qui correspond à peu près aux départements actuels du Tarn et de l'Aveyron. Ces Celtes mettent en valeur la richesse locale en cultivant et vendant froment, orge, lin, chanvre et en exploitant le minerai de fer d'Ambialet ou le cuivre de Trébas.
Les Romains découvrent la région au IIe siècle avant notre ère. Au départ, ce sont essentiellement des explorateurs-commerçants, qui cherchent de la marchandise de valeur. Des amphores italiques trouvées sur le site de Berniquaut,, commune de Sorèze montrent qu'ils venaient aussi vendre du vin. Le goût des Gaulois pour ce dernier est reconnu. Le territoire des Ruthènes est probablement annexé par Jules César lors de la Guerre des Gaules en -51.

#### Montans et le vin

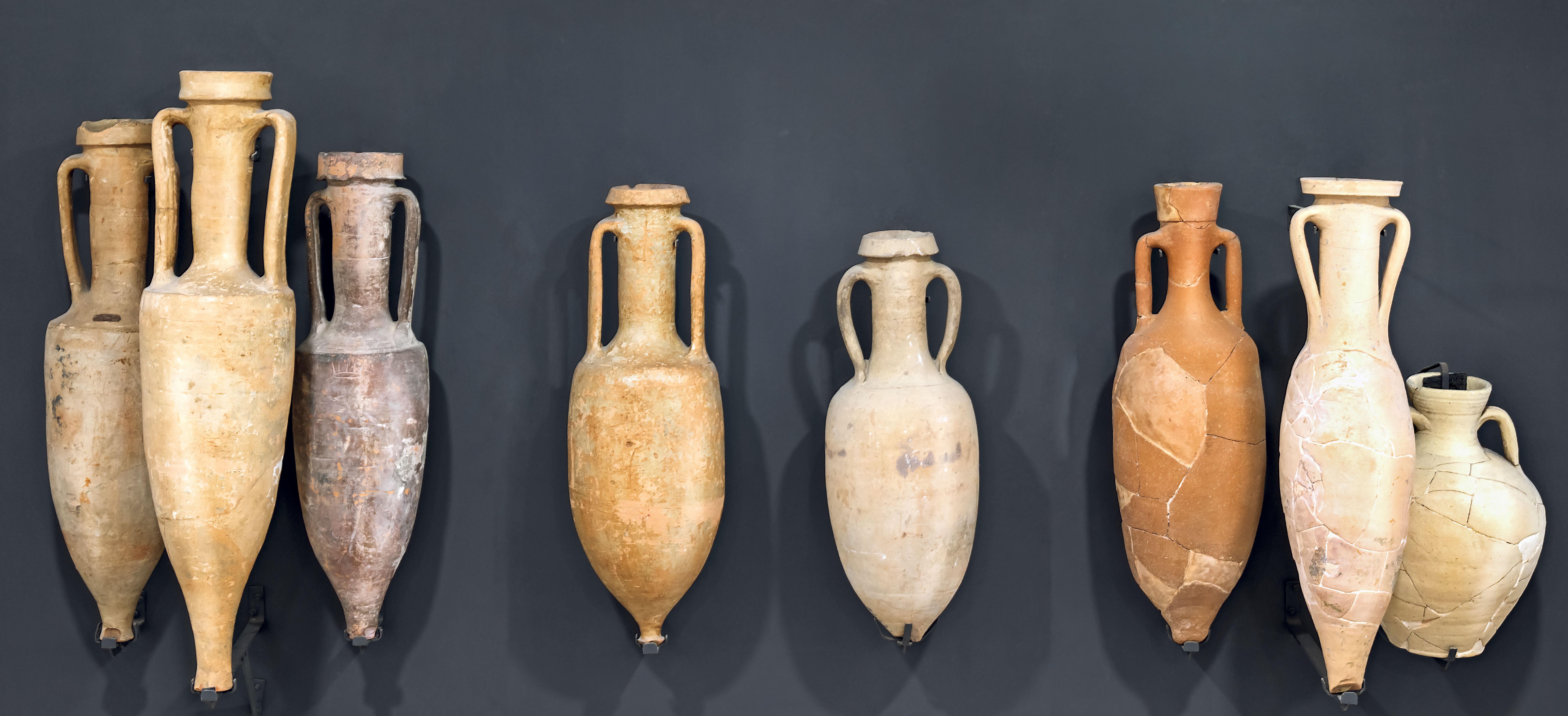
Amphores romaines trouvées près de Toulouse

Le vignoble gaillacois est l'un des plus vieux vignobles français. Ses origines remontent très probablement à avant l'occupation romaine. Des vestiges de poterie vinaire datant du IIe siècle avant notre ère ont été découverts à Montans, sur la rive gauche du Tarn. Ceci semble attester d'une activité viticole très ancienne puisque c'est à cette époque que le Tarn devient navigable avant de rejoindre la Garonne . La présence du Tarn favorise le transport, via la Garonne, vers Burdigala et l'Océan Atlantique à une époque où le vignoble de Bordeaux n'existait pas encore.
La viticulture reposait alors probablement sur des cépages locaux, peut-être originaires de la forêt domaniale de Grésigne, mais aussi sur des cépages romains. (ainsi que du croisement entre cépages romains et locaux) Si Robert Plageoles attribue l'origine du mauzac au basilicae romain, Guy Lavignac évoque comme possible ancêtre du duras le duracina, cépage introduit par les Romains. C'est aussi l'opinion de Marcel Lachiver qui constate que des cépages originaux comme l'ondenc, le braucol (ou fer-servadoux), l'en-de-l'ehl, le duras (déjà connu par Caton sous le nom de duracina), plaident en faveur d'une grande antériorité de ce vignoble situé à l'extrémité ouest de la Narbonnaise.
L'arrêt de Domitien en 92, obligeant à l'arrachage de 50 % du vignoble gaulois, touche le vignoble de Montans avant que Caracalla en 213, puis Probus en 276 et 282 ne libéralisent la culture de la vigne.

### Moyen Âge

#### Chute de l'Empire romain
À la suite de la chute de l'Empire romain, la ville de Gaillac est détruite, les campagnes sont dépeuplées par les expéditions de capture d'esclaves, la forêt regagne du terrain et les cultures deviennent essentiellement vivrières.
Le commerce lointain est contrecarré par les expéditions de pillage des Vikings (qui remontent les cours d'eau) et des musulmans (installés en Espagne et en Septimanie). La navigation n'est plus sûre, chacun consomme le vin local : les vins réputés deviennent des vins de table.

#### La refondation de Gaillac
La fondation de l'abbaye Saint-Michel de Gaillac en 972 se fait grâce à un don de terres de l'évêque d'Albi pour doter la nouvelle abbaye de moyens de subsistance. Cette date marque également la fondation officielle de la ville de Gaillac, bien que le nom existât déjà. En effet, en 654, saint Didier, évêque de Cahors, lègue par testament écrit plusieurs villas dont il était propriétaire. L'une d'elles était Gailhac, orthographe médiévale du Gaillac d'aujourd'hui.
Une ville s'érige peu à peu autour de ce monastère bénédictin sur la rive droite du Tarn. L'abbaye organise alors également la production viticole et la sélection des cépages locaux commence. Un vignoble est aussi créé autour d'Albi, sur le domaine épiscopal. Une partie de ce dernier est incluse dans l'actuelle AOC gaillac.

#### L'époque des comtes de Toulouse

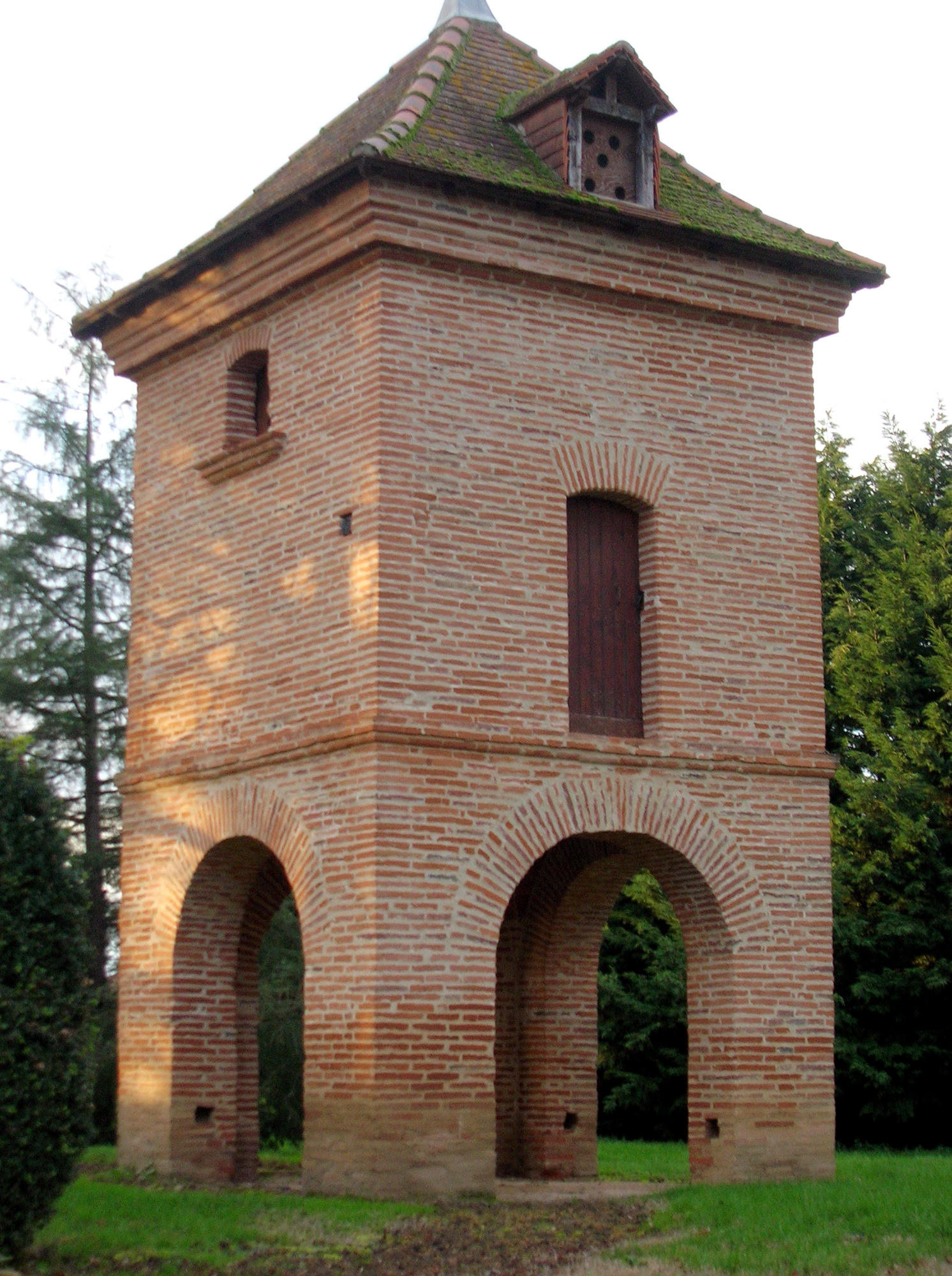
Ancien pigeonnier rénové en brique de terre cuite

Gaillac, sur la rive droite du Tarn, fait partie des domaines du comte de Toulouse. La rive gauche appartient aux Trencavel, vicomtes d'Albi. Le vignoble d'Albi appartenait à l'évêque d'Albi.

Cette terre languedocienne est dominée par une chevalerie raffinée qui aime la gastronomie et le bon vin. Le vin de Gaillac se trouve sur les meilleures tables. Au XIIIe siècle, Raymond VII, comte de Toulouse, édite l'un des premiers décrets, ancêtre de nos actuels décrets d'appellation d'origine contrôlée, ce qui dénote la volonté de produire un vin de qualité. La fumure des vignes est prohibée, à l'exception de celle venant des pigeons. Ce fumier nommé « colombine » est à l'origine du grand nombre de pigeonniers dans cette région. 

« Ces fumiers sont les meilleurs pour la qualité et la quantité du vin, presque tous les autres ne faisant qu'empirer son goût surtout les puants et les pourris. Au point que vous vous abstiendrez. Telle considération a tant et si bien œuvré à Gaillac que par décret public, le fumier dans la vigne y est défendu, n'étant permis, même au particulier, de fumer sa propre vigne de peur de ravaler la réputation de leur vin blanc »

— Olivier de Serres en 1600
À partir de 1209, la croisade des albigeois met un terme brutal à ce mode de vie. Si Albi est épargnée en rendant hommage à Simon IV de Montfort, le vignoble de Gaillac est ravagé lors de la chevauchée des croisés de 1212 qui les mène de l'Albigeois vers le Quercy et l'Agenais. En effet, l'ost, pratiquant la politique de la terre brûlée, arrache vignes et vergers, piétine ou incendie les blés et détruit les villages.

#### Les vins du Haut pays

Blason de Gaillac sur lequel figure le même coq que celui qui était marqué au fer sur les barriques.

La paix revenue, la vigne est replantée et le commerce reprend ses droits. Les consuls de Gaillac et Rabastens établissent en 1221 une charte de respect des bonnes pratiques viticoles allant de la sélection des cépages et terroirs au choix des bois de barrique en passant par le ban des vendanges. Les vins produits durant cette période servent, non seulement à la consommation locale mais aussi à l'exportation. Celle-ci s'effectue par voie d'eau sur des gabares, sorte de barque à fond plat, suivant le Tarn puis la Garonne jusqu'à Bordeaux d'où les vins sont envoyés dans le nord de l'Europe, en France du nord, en Angleterre ou encore aux Pays-Bas : en 1253, Richard III d'Angleterre se fait envoyer 20 barriques du vin de Gaillac. Trente ans plus tard, l'Angleterre importe toujours des vins provenant tant de Gaillac que de Lisle-sur-Tarn ou Rabastens. Au début du XIVe siècle, la réputation des vins du Gaillacois est assurée. Il fournit, entre 1306 et 1307, années pour lesquelles les comptes ont été conservés, 40 % des vins qui transitent par le bassin de la Garonne vers Bordeaux pour être exportés. Henri IV fut aussi grand amateur de vin de Gaillac. C'est le début de l'époque des « vins du coq », marque au fer apposée sur les fûts qui quittent la ville, mais également de la domination sans partage des jurats de Bordeaux, fixant les conditions de vente des vins du Haut Pays, obligés de passer par la Garonne.

« Comme tous les autres vins du Haut-Pays, ceux de Gaillac, selon toute vraisemblance, étaient souvent meilleurs et plus puissants que ceux produits autour de Bordeaux. C'est pourquoi les Bordelais les jalousaient et s'efforçaient de vendre en priorité leur propre production. »

— Hugh Johnson

Si nul ne connait la date de création du gaillac mousseux, il est parfois suggéré qu'Auger Gaillard (1530-1593) ait célébré « Lo bi qu'éro picant et sautabo dins lou veyre » le vin (supposé de Gaillac) qui pétillait et sautait dans le verre. D'aucuns y virent un mousseux déjà existant sur les tables que fréquentait le poète,. En fait, la citation a été tronquée ; il parlait d'un vin muscat du Minervois. (noces à Rieux-Minervois) 

« Et peis lou vy musquat, qu'ero piquant et doux
Que jamay n'ey begut de by tant sabourous
La bountat del vy cla degus ne pourio creire
Que de la grant bountat, sautabo dins lou veire »

(Et puis, il y avait le vin muscat qui était piquant et doux/ Je n'ai jamais bu de vin aussi savoureux/ Personne ne pourrait croire à la qualité du vin clairet :/ Il était si bon qu'il sautait dans le verre.)

S'il faut lui attribuer une citation sur Gaillac, il faut dire : 

« Et lou boun drap n'es pas coumo vy de Chalosso
Qu'al may el es pourtat, al may el a de fosso
Amay també lou vy que sourtis de Galhiac »

(Et le bon drap n'est pas comme le vin de Chalosse/plus il est transporté, plus il a de force/il en est de même du vin qui sort de Gaillac.)

### Époque moderne

#### Période faste du commerce

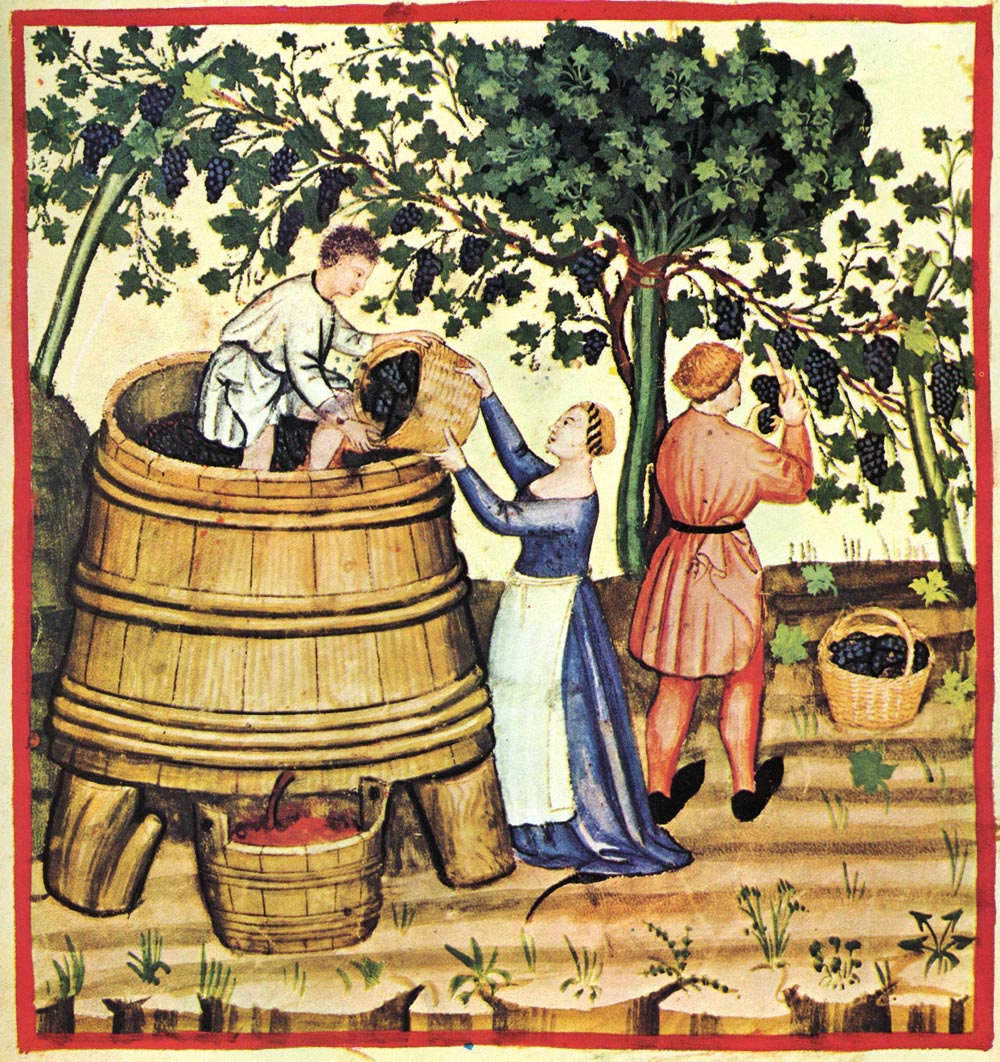
Vendanges au XIV.

Il semble également que la région connaissait un procédé de fabrication de vins pétillants avant la mise au point du champagne par Dom Pérignon, qui n'a probablement pas inventé le concept mais l'a perfectionné à la fin du XVIIe siècle. Déjà, à cette époque, le gaillac mousseux acquiert une réputation de bon aloi. Et un auteur comme Guillaume Catel, dans ses Mémoires du Languedoc, parus en 1633, note que « Le vin de Gaillac est très apprécié des princes étrangers, laissant dans la bouche un goût de rose ». Un marché local florissant est également développé, grâce à l'enrichissement de la région, venant de la culture du pastel. Les riches hôtels bâtis à Albi, Gaillac ou Toulouse, témoignent de l'enrichissement de la région. Il va de soi que les grandes maisons se faisaient un devoir de servir le meilleur vin à ses hôtes ; celui de Gaillac en faisait partie.

#### Hiver 1709
Le XVIIIe siècle démarre très mal pour les producteurs de gaillac. En 1708, après un hiver bon pour la vigne, une gelée tardive au mois de mai (saints de glace) détruit la récolte en bourgeon. En 1709, un hiver très froid arrive. La vague de froid en janvier détruit nombre d'arbres fruitiers mais épargne relativement la vigne protégée par une couche de neige. Un redoux la fait fondre, inondant les champs et vignes de plaine. Puis le retour du froid congèle cette gadoue. L'alternance de froid (-10 à −15 °C) et de redoux dure trois mois. Début avril, le constat est dur, il n'y a pas de vin à vendre ; la récolte a été nulle et les vins stockés sont perdus en cave à cause du gel : les barriques ont éclaté. Il n'y a plus d'argent, pourtant il faut replanter, racheter des barriques…

#### Déclin du prestige des vins
Le gel de 1709 provoque une pénurie des vins qui provoque une hausse de prix. Ce phénomène économique va encourager les vignerons à replanter. Cette reconstitution prend presque un caractère frénétique.
Les plantations ne se font pas toujours dans le sens de la qualité ; certains plantent des cépages gros producteurs pour alimenter le marché à bas prix des vins de grande consommation lié à l'afflux des ouvriers dans les grandes villes. En 1731, le gouvernement est contraint de geler les plantations nouvelles, le royaume commençant à sur-produire du vin au détriment du blé.
Le vin de Gaillac est encore vendu par les négociants bordelais mais il acquiert également le rôle de vin « médecin », dont le but est d'améliorer la qualité et la profondeur des vins bordelais, ainsi que leur faculté de conservation. Cependant, les vins de Gaillac y perdent la marque de leur origine, supprimée en 1751.

### Époque contemporaine

#### La Révolution
Le domaine ecclésiastique de l'abbaye Saint-Michel est vendu comme bien national par les révolutionnaires à la suite du décret des biens du clergé mis à la disposition de la Nation à partir de 1789. De nombreux paysans achètent alors une petite parcelle, mais une partie tout aussi importante du vignoble échoit à quelques bourgeois et aristocrates qui constituent ou agrandissent leurs domaines. Les caves de l'abbaye situées au bord du Tarn sont reprises par des négociants. Elles servent au stockage du vin, en attendant la bonne période pour le départ des gabarres chargées de vin, car le Tarn n'est en effet pas navigable toute l'année.
En 1792, les vignerons de Gaillac se voient interdire l'embauche de journaliers pour les vendanges tant que les moissons ne sont pas achevées. Le législateur veut protéger l'approvisionnement en blé de la jeune nation en guerre.
Une des contreparties des guerres de la Révolution puis du Premier Empire est l'ouverture des marchés avec la fin des barrières douanières intérieures. Le Blocus continental pénalise le commerce lointain du vin. Les vignerons vont donc se tourner vers les marchés locaux. Les premiers restaurants ouvrent, créés par les anciens cuisiniers des grandes maisons aristocratiques. La gastronomie et le bon vin se démocratisent. Une bourgeoisie qui s'enrichit vite à besoin de produits de consommation à la hauteur de ses moyens. Les ouvriers (mineurs de Carmaux, ouvriers d'Albi, de Toulouse) commencent à consommer du vin. Même si leurs moyens sont réduits, cette catégorie socio-professionnelle en pleine expansion n'est pas négligée ; une partie du vignoble commence à rechercher la production de masse à bas prix.

#### LeXIXesiècle

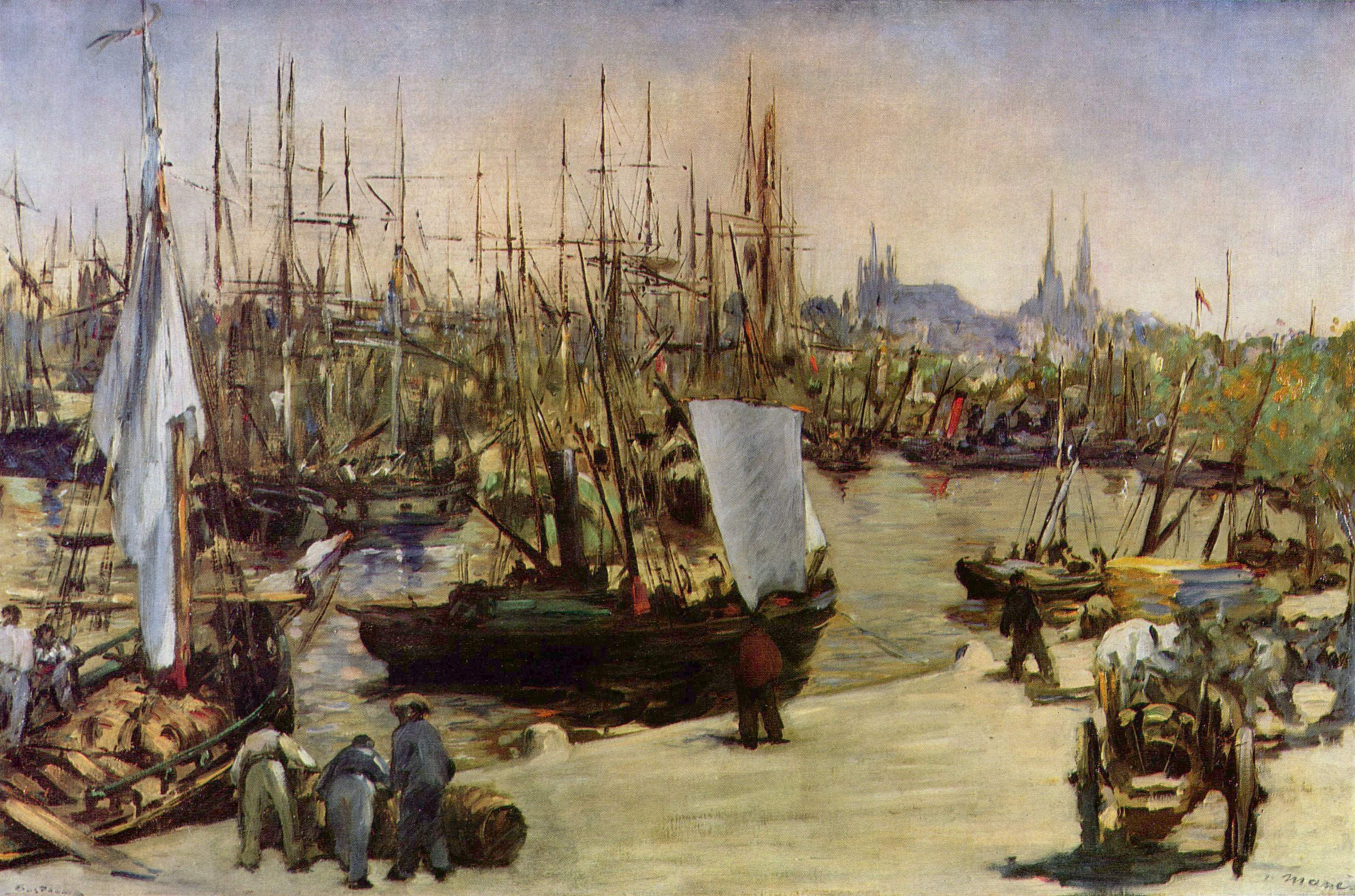
Déchargement des gabarres au port de la Lune à Bordeaux. (Édouard Manet, 1871)

Dans les années 1860, le docteur Jules Guyot visite le vignoble tarnais. Il mentionne l'économie du vin dans le département. La vigne y occupe 38 000 hectares, soit un quinzième de la superficie du Tarn. Le rendement moyen est de 20 hectolitres par hectare et rapporte 15 millions de franc, soit le quart du revenu du Tarn. L'assemblage des vins rouges concerne fer servadou, prunelar et négrette et celui des vins blancs, mauzac, Len de l'el et ondenc. Les vins étaient différents de ceux proposés aujourd'hui. Entre autres, le duras n'est qu'évoqué dans la longue liste des cépages cultivés, il est aujourd'hui indispensable. À l'époque, les cépages du Languedoc étaient cultivés, mais Guyot déconseille leur usage en assemblage avec les cépages historiques. Il parle aussi du vignoble albigeois dont les vins récoltés avant maturité « étaient à faire sauter les chèvres de verdeur ». La vente se fait auprès des mineurs de Carmaux. Seul un noyau autour de Gaillac continue à pratiquer une viticulture de qualité.
À cette époque le vignoble dépassait largement celui défini aujourd'hui par l'AOC. Sa surface était très importante, 31 000 ha en 1840; ainsi, en 1852 la production de Gaillac représentait le double de la production bordelaise de 1995.

#### La crise du phylloxéra
En 1853-1854, l'oïdium ravage le vignoble qui ne le connaissait pas. La production baisse des deux tiers. Il faut attendre la découverte de l'action du soufre fleur par Henri Marès pour que le vignoble prospère à nouveau. 

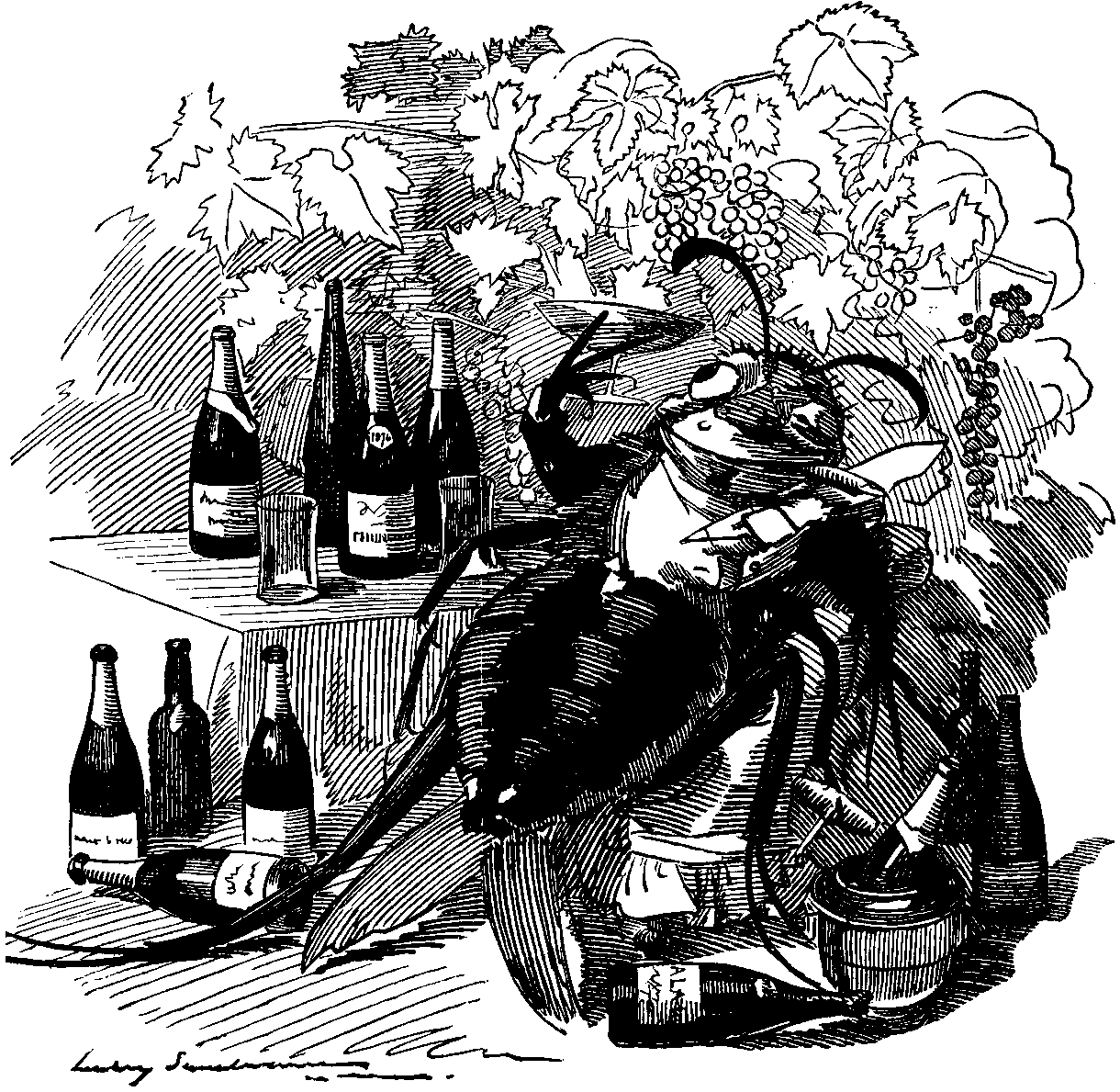
Phylloxera parodié en videur de cave

La crise du phylloxéra arrive vers 1870. Dans un premier temps, le vignoble de Gaillac fait de grands profits. En effet, il n'est pas touché au début de la maladie et profite provisoirement de la hausse des cours. Cette période cesse lorsqu'en juin 1879, le maire d'Amarens signale à la préfecture les premiers symptômes de la maladie. Outre l'anéantissement du vignoble, il a une influence notable sur la qualité du vignoble jusqu'à la fin du XXe siècle. L'adaptation des cépages à leur terroir doit être revue. La replantation sur porte-greffe coûte cher et peut se solder par des échecs. La rareté du vin fait grimper les cours et une partie du vignoble est replantée avec des cépages à gros rendements comme le jurançon, le valdiguié ou le mérille. Ces cépages produisent de grandes quantités de vins ordinaires et peu alcoolisés. Paul Strang signale que le vignoble du Tarn était majoritairement producteur de vins rouges. La replantation du vignoble en cépage productif nuit à la réputation. Concernant les cépages blancs, le mauzac devient prépondérant au détriment du len de l'el, mais surtout de l'ondenc et du verdanel qui disparaissent. Cépage qualitatif, il conserve une bonne image aux vins blancs. C'est au mauzac que Gaillac doit son classement en AOC dès 1938.

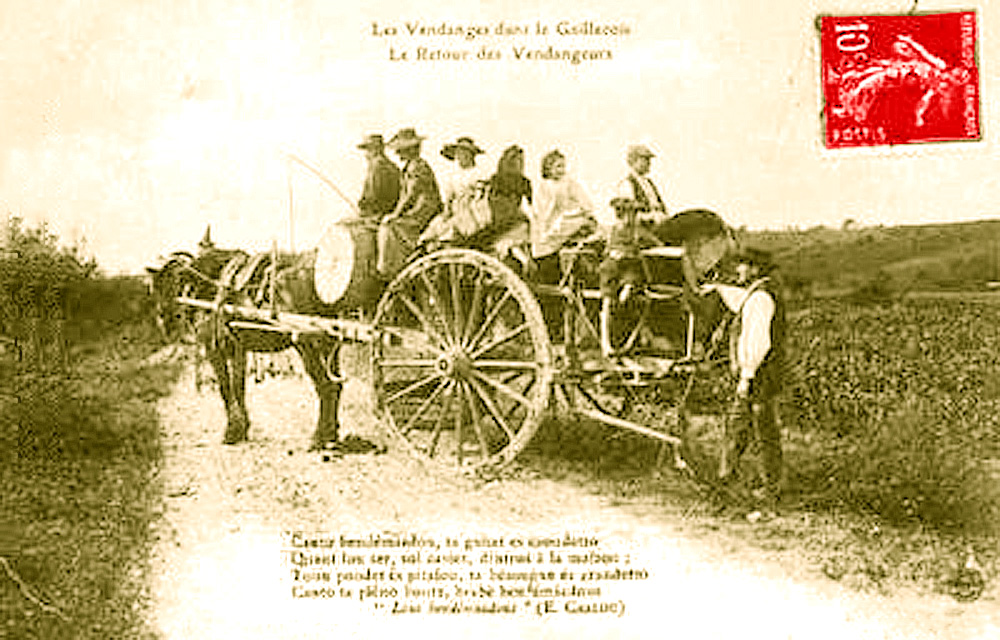
Vendanges au début de la photographie

En 1878, le mildiou arrive à son tour, abîmant de nouvelles récoltes. Les ravages sont atténués par la découverte rapide d'un remède efficace, le sulfate de cuivre ou bouillie bordelaise.
L'arrivée du chemin de fer à la fin du XIXe siècle modifie également fortement l'économie locale et sonne le glas de l'activité portuaire de Gaillac, Albi, Lisle-sur-Tarn ou Rabastens.

#### LeXXesiècle

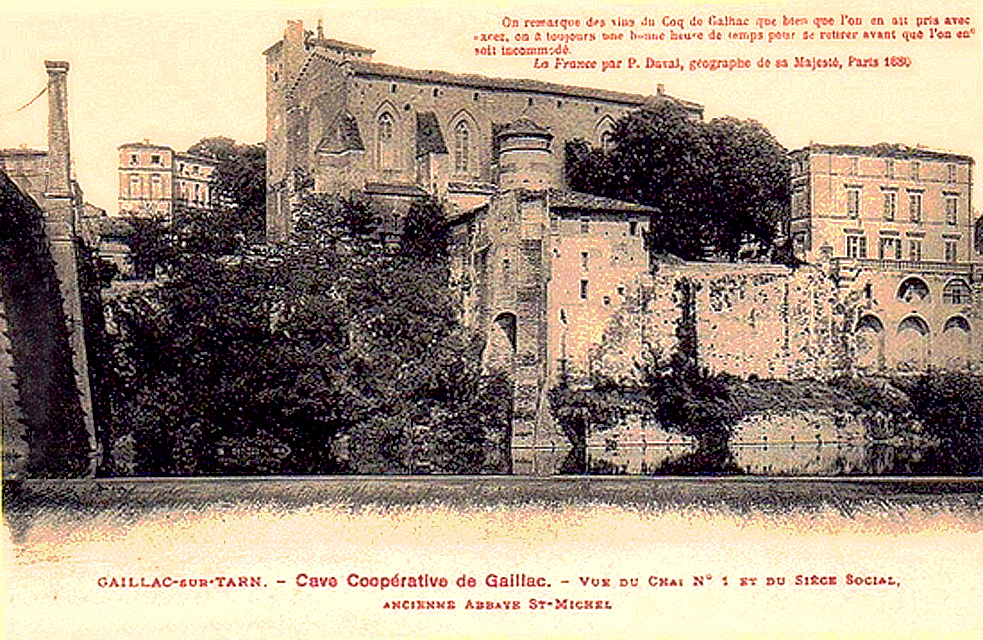
Première installation de la cave coopérative de Gaillac dans l'abbaye Saint-Michel

Lors de la révolte des vignerons du Languedoc en 1907, les troubles ne touchent pas Gaillac même si les problèmes sont communs. Une délégation est envoyée à la manifestation du 9 juin 1907 à Montpellier. En 1938, les vins blancs accèdent à l'Appellation d'origine contrôlée. Au sein de cette reconnaissance qualitative, un grand vignoble à vin de table remonté en degré par les vins d'Algérie rapporte plus que les vignes encépagées avec les variétés anciennes. Le vin rouge n'est qu'un petit vin parmi beaucoup d'autres qui se vendent en quantité mais à bas prix. Paul Strang rapporte que l'obtention de l'AOC pour les vins rouges passe par un retour aux cépages qualitatif traditionnels. Une vigne étant plantée pour 30 ou 40 ans, il faudra ce laps de temps pour que les vignes plantées en cépages rouges se voient récompensées par le précieux label. Une réaction se dessine vers les années 1950 avec un renouveau de la coopération. La cave de Gaillac regroupe alors 750 adhérents qui apportent à vinifier et à commercialiser 25 000 hectolitres par an. Signe du changement d'époque, la cave est implantée au bord des voies du chemin de fer alors que les négociants traditionnels de Gaillac avaient leur chais d'expédition au bord du Tarn.
Durant l'hiver de 1956, après un mois de janvier exceptionnellement doux les bourgeons commencent à gonfler. Cependant le 1er février, une vague de froid s'abat sur le vignoble et dure tout le mois avec des températures entre −10 °C et −20 °C. Le 16 février 1956 on pouvait traverser le Tarn gelé à pied. Le vignoble de la rive gauche est très touché. De nombreux petits propriétaires profitent de l'occasion pour vendre la propriété et aller travailler à Graulhet[réf. nécessaire]. L'industrie du cuir attire par ses salaires fixes. Sur la rive droite, les ravages sont un peu moindres et les possibilités de reconversion moins nombreuses.
Finalement, cette catastrophe va avoir un effet positif : recentrer le vignoble autour des zones les plus qualitatives. Nombre de parcelles à haut rendement disparaissent. À la même époque, trois caves coopératives sont construites (Labastide de Lévis en 1949, Rabastens et Técou en 1953). Les viticulteurs qui ont de petites surfaces et d'autres productions peuvent amener leur vendange à la coop qui assure la vinification. La notion d'hygiène imprime sa marque et les cuvées gagnent en franchise des arômes. Le vin blanc perlé, inventé en 1957,, prend la succession du vin bourru disparu dans les années 1940. Fruit de tout ce travail, les vins rouges et rosés bénéficient de l'AOC en 1970.

#### Gaillac aujourd'hui

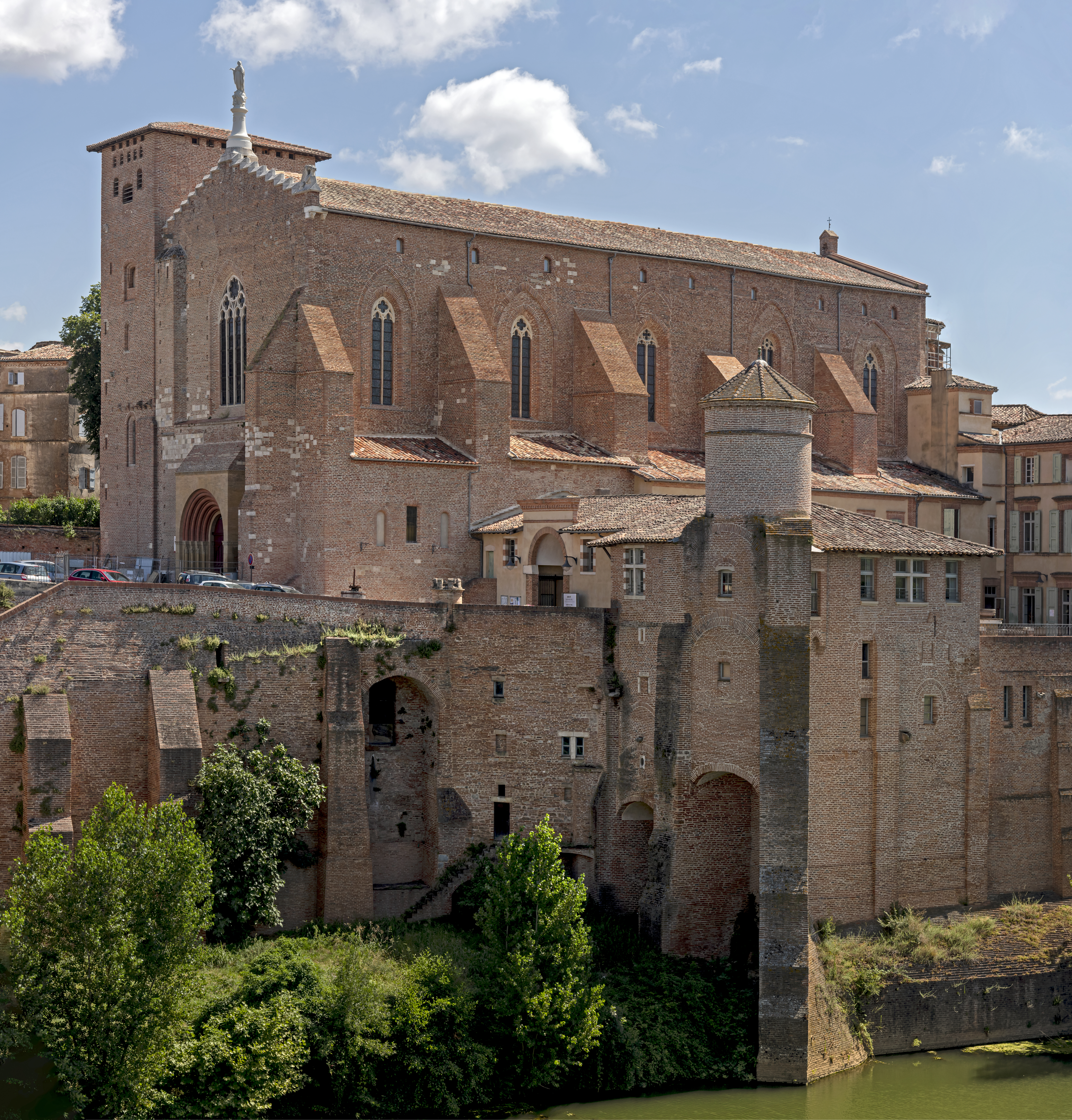
Abbaye Saint-Michel vue de l'autre rive du Tarn.

Un laboratoire œnologique a été mis à la disposition des vignerons par le conseil général du Tarn à partir de 1992. Avec trois œnologues et trois techniciens de laboratoire, il analyse les vins pour l'agrément en AOC, les certificats d'exportation ou de concours. De plus, le personnel apporte un diagnostic au viticulteur par la lecture de l'analyse et la dégustation des vins.
Juste retour des choses ou clin d'œil à l'histoire, l'abbaye de Saint-Michel accueille aujourd'hui la Maison des vins de Gaillac, l'Office du tourisme ainsi que le Musée de l'abbaye.

## Étymologie
L'origine du nom Gaillac est obscure. Trois hypothèses sont évoquées :
- Gal, le coq, animal marqué au feu dès le Moyen Âge sur les barriques. Le coq est toujours représenté sur les armes de la ville.
- Gallius, un personnage romain au nom duquel a été ajouté le suffixe gaulois ac à l'époque de Montans. C'est l'hypothèse retenue par Robert Plageoles[a 11].
- Galli, gaulois pourrait être une troisième hypothèse.

## Géographie

### Situation
Gaillac se situe dans la région Occitanie au sud-ouest de la France, dans le département du Tarn, à dix-huit kilomètres d'Albi et cinquante kilomètres de Toulouse. Son vignoble s'étend dans la vallée du Tarn, sur les terrasses des deux rives, et sur les coteaux au nord de celle-ci.
Le vignoble de Gaillac s'étend sur soixante kilomètres. Il commence à l'est d'Albi, à Cunac, et se poursuit jusqu'à Saint-Sulpice à l'ouest, le long de la vallée du Tarn. Du nord au sud, il commence à Mouzieys-Panens, au nord de Cordes-sur-Ciel pour finir au sud des coteaux de Busque, au nord de Graulhet, quarante kilomètres plus au sud.

### Sols et orographie
Le vignoble est établi majoritairement sur des terrains sédimentaires (molasses argilo-calcaire) de l'oligocène pour la partie des coteaux et terrains alluvionnaires du quaternaire récent sur les terrasses de la vallée du Tarn. La partie orientale, la zone de Cunac, est établie sur des schistes du silurien. 
Il existe trois zones différentes pour le vin blanc, quatre pour le vin rouge.

#### La rive droite

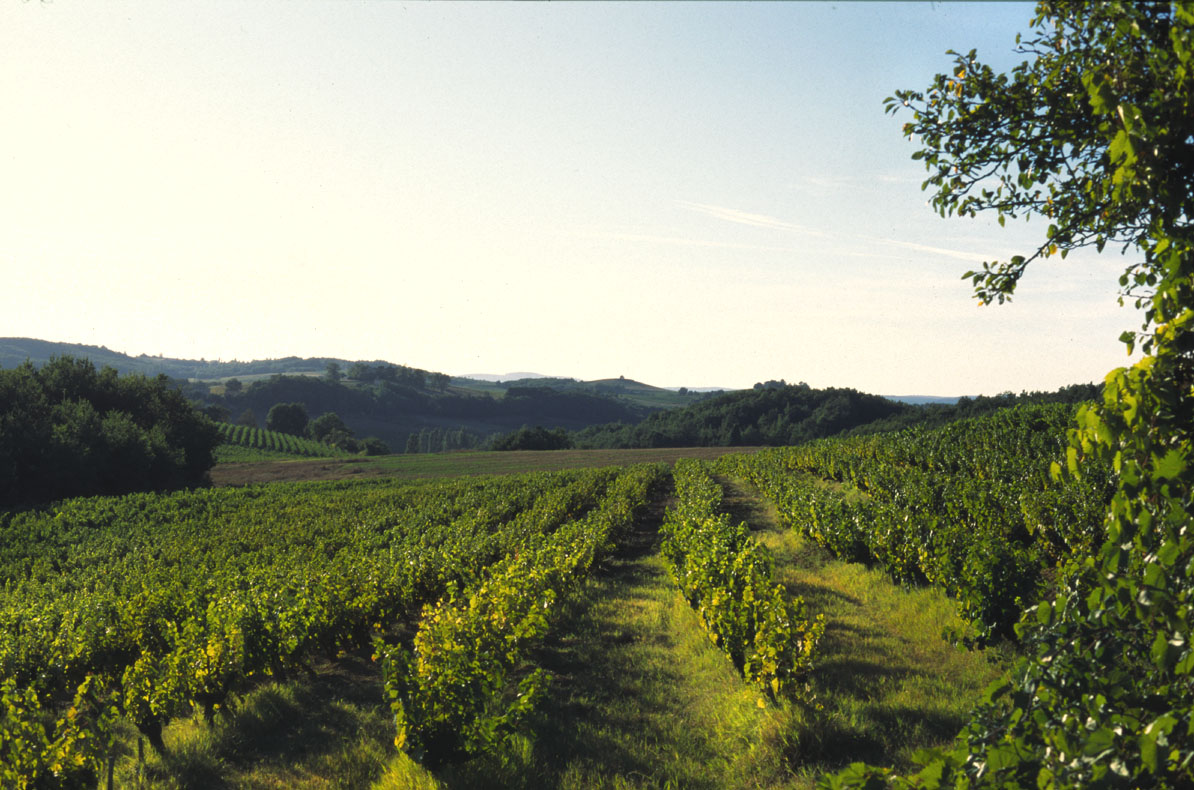
Vigne du terroir rive droite de gaillac

La rive droite occupe les coteaux argilo-calcaires vallonnés de la rive droite du Tarn, jusqu'à la vallée de la Vère. Ces terres profondes contiennent une réserve en eau qui permet d'alimenter la vigne au cours des étés souvent secs. L'altitude varie de 140 mètres (altitude moyenne de Gaillac) à près de 300 mètres (Castelnau-de-Montmiral). Le vignoble est souvent implanté en pente : les bas-fonds plats ne sont pas favorables à la vigne et les sommets sont souvent boisés. C'est le terroir où mauzac et fer servadou expriment pleinement leur caractère et potentiel viticole. Les blancs secs y sont souples, élégants, longs en bouche et supportent une vinification et un élevage en barrique. Les vins blancs doux y sont riches, aromatiques, équilibrés entre douceur et fraîcheur. Les vins rouges sont charpentés, amples, fruités et épicés.
Liste des communes du terroir de la rive droite : Bernac, Broze, Cahuzac-sur-Vère, Castanet, Castelnau-de-Lévis, Castelnau-de-Montmiral, Cestayrols, Fayssac, Gaillac, Labastide-de-Lévis, Lisle-sur-Tarn, Montels, Rabastens, Rivières, Salvagnac, Senouillac, Saint-Beauzile, Sainte-Croix et Villeneuve-sur-Vère
Une aire AOC plus restrictive sur cette rive droite a été délimitée uniquement pour les vins blancs, l'AOC gaillac-premières-côtes.

#### Le pays cordais
Le pays cordais est un plateau vallonné. Son sol est mince et léger sur une roche mère calcaire. Il est adapté aux vins blancs en raison de son altitude et de son climat plus frais. La maturation des raisins blancs dure une quinzaine de jours de plus que dans la vallée du Tarn, conférant un bon équilibre acide-alcool, des arômes floraux et fruités aux vins. Les vins rouges sont équilibrés, fruités et épicés, et d'une bonne vivacité.
Le plateau cordais comprend les communes d'Alos, Amarens, Andillac, Bournazel, Les Cabannes, Campagnac, Combefa, Cordes-sur-Ciel, Donnazac, Frausseilles, Itzac, Larroque, Le Verdier, Livers-Cazelles, Loubers, Milhavet, Mouzieys-Panens, Noailles, Puycelsi, Sainte-Cécile-du-Cayrou, Saint-Marcel-Campes, Souel, Tonnac, Vieux, Vindrac-Alayrac et Virac.

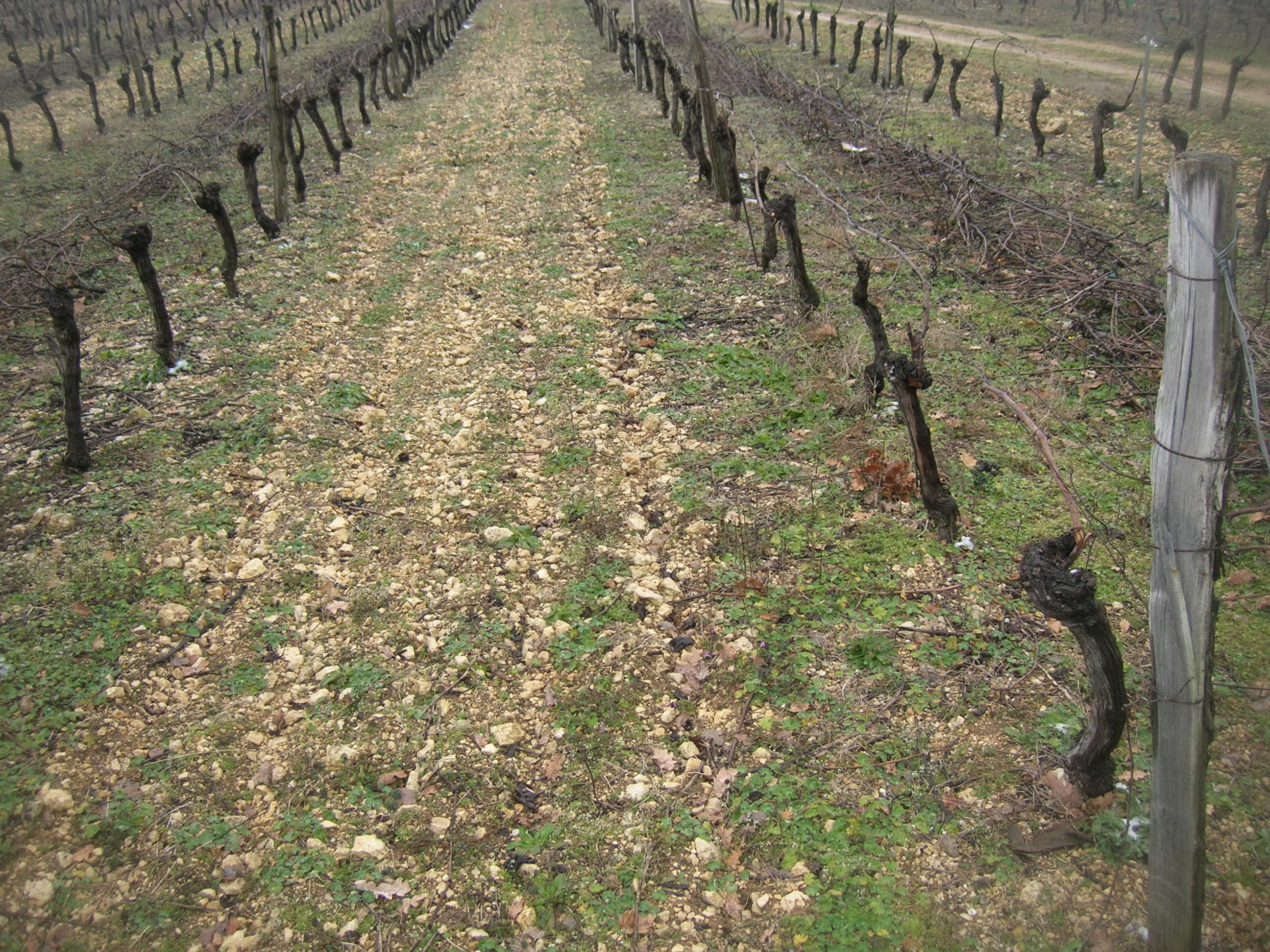
Terroir calcaire : on distingue au sol les petits cailloux blancs calcaires.
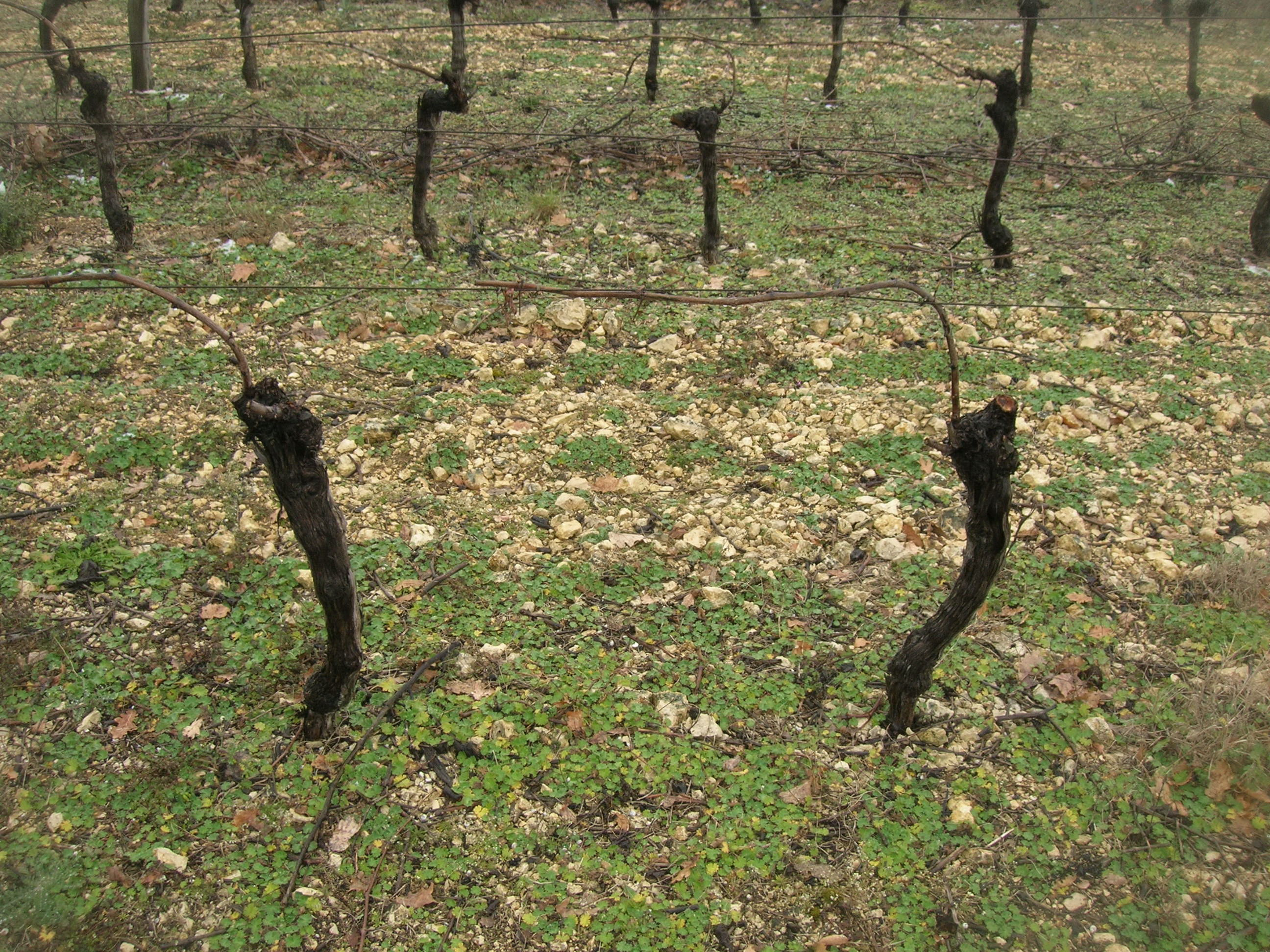
Taille en guyot sur le terroir calcaire du pays cordais.

#### La rive gauche
La rive gauche est une succession de terrasses alluviales de la vallée du Tarn à sous-sol à pH plutôt acide, profond et bien drainé par la présence en profondeur de plusieurs mètres de sables, galets et graviers appelés graves comme à Bordeaux ou de boulbènes. Ce terroir donne des vins rouges puissants et charpentés. Les cépages bordelais complètent la gamme pour offrir des vins rouges puissants, structurés et marqués par les arômes de fruits noirs et d'épices.
Concernant les vins blancs, le mauzac est avantageusement relayé par le trio len de l'el, sauvignon et muscadelle. Les vins blancs, moins puissants, sont très fins et subtils.
La rive gauche comprend les communes d'Aussac, Brens, Busque, Cadalen, Carlus, Coufouleux, Fénols, Florentin, Giroussens, Labessière-Candeil, Lagrave, Lasgraisses, Loupiac, Montans, Parisot, Peyroles, Rouffiac, Saint-Sulpice et Técou.

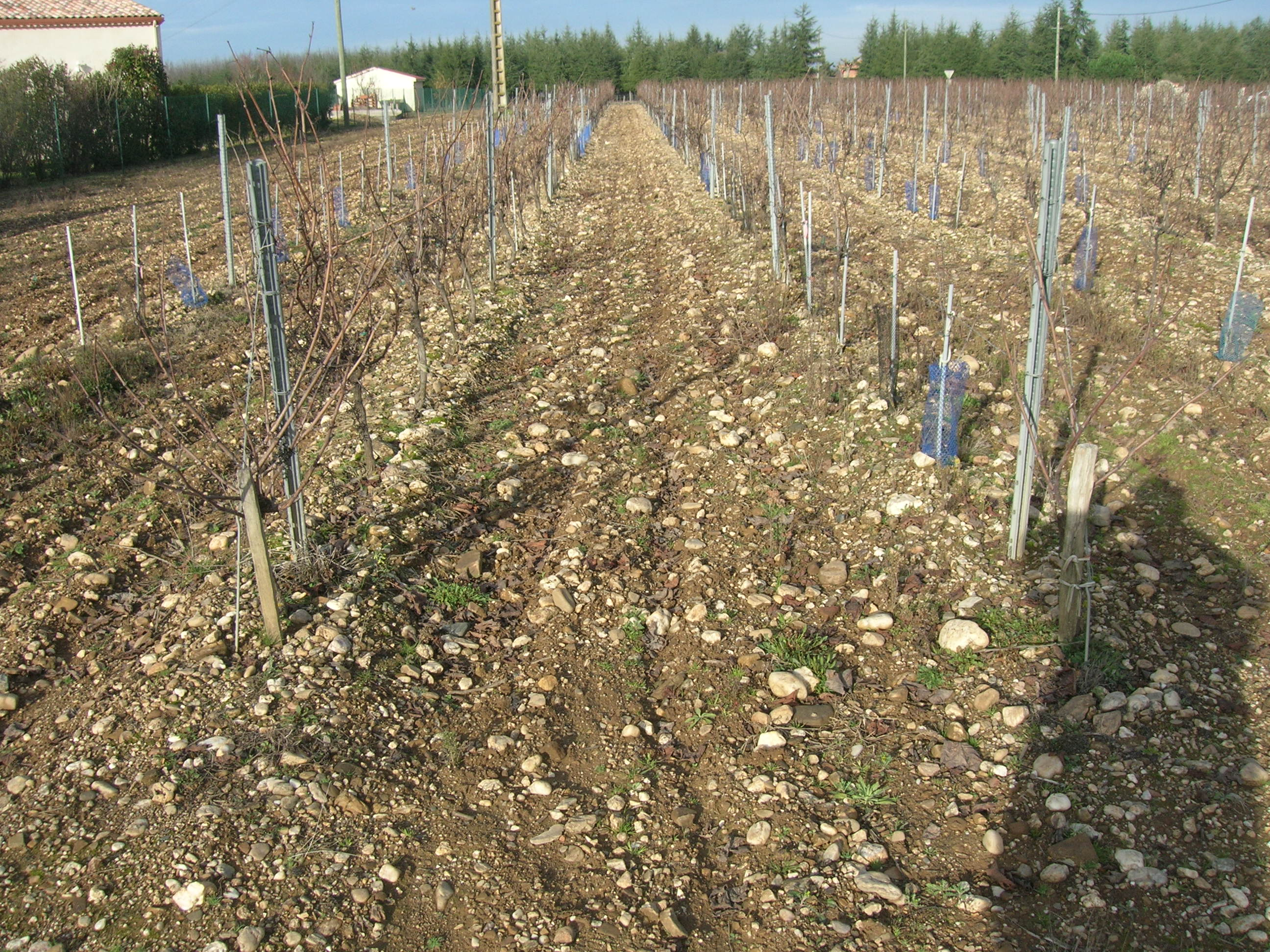
Première terrasse de la rive gauche du Tarn, le terrain est plat.
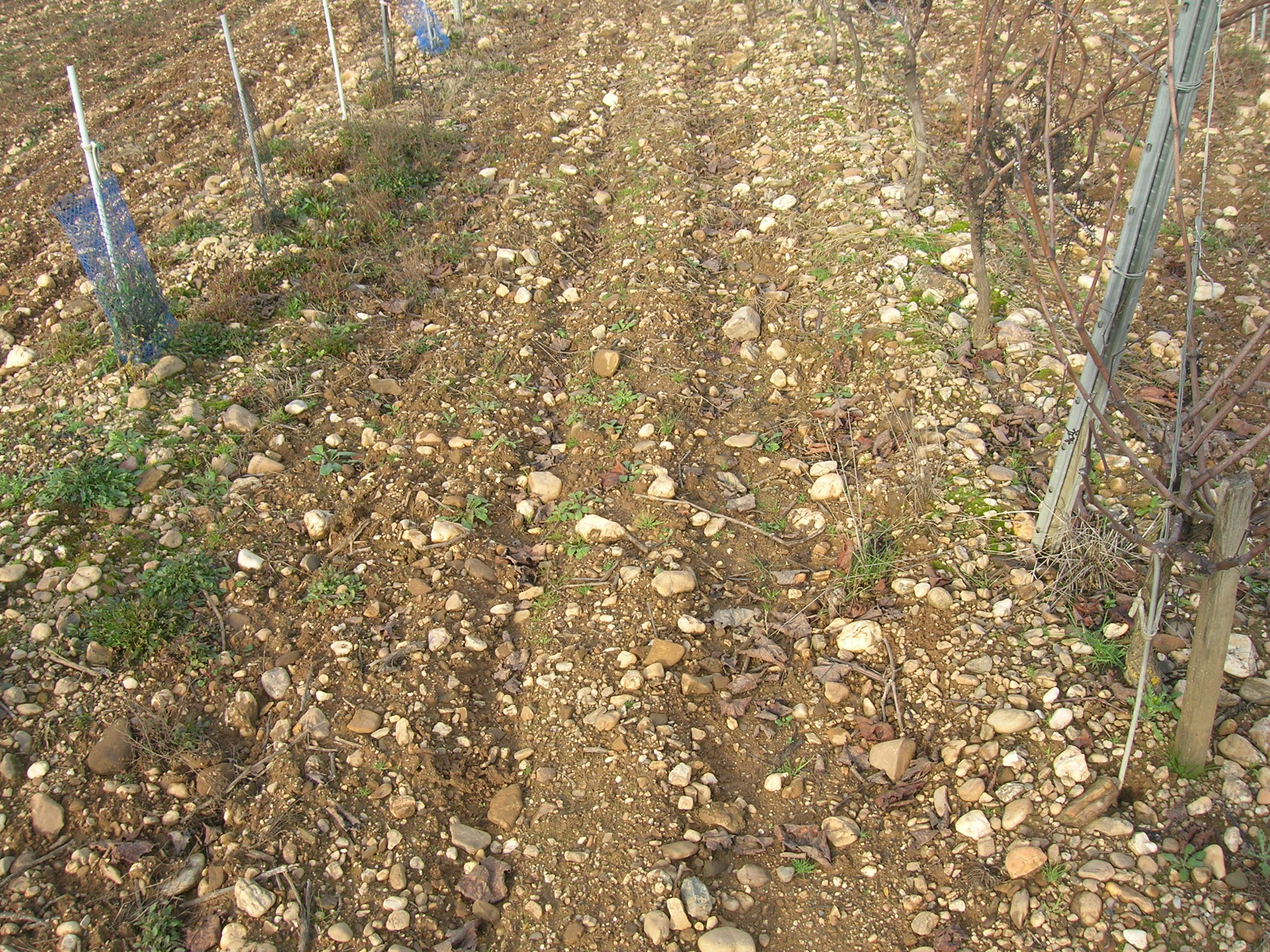
Première terrasse, gros plan sur le sol de sables, limons et gravier
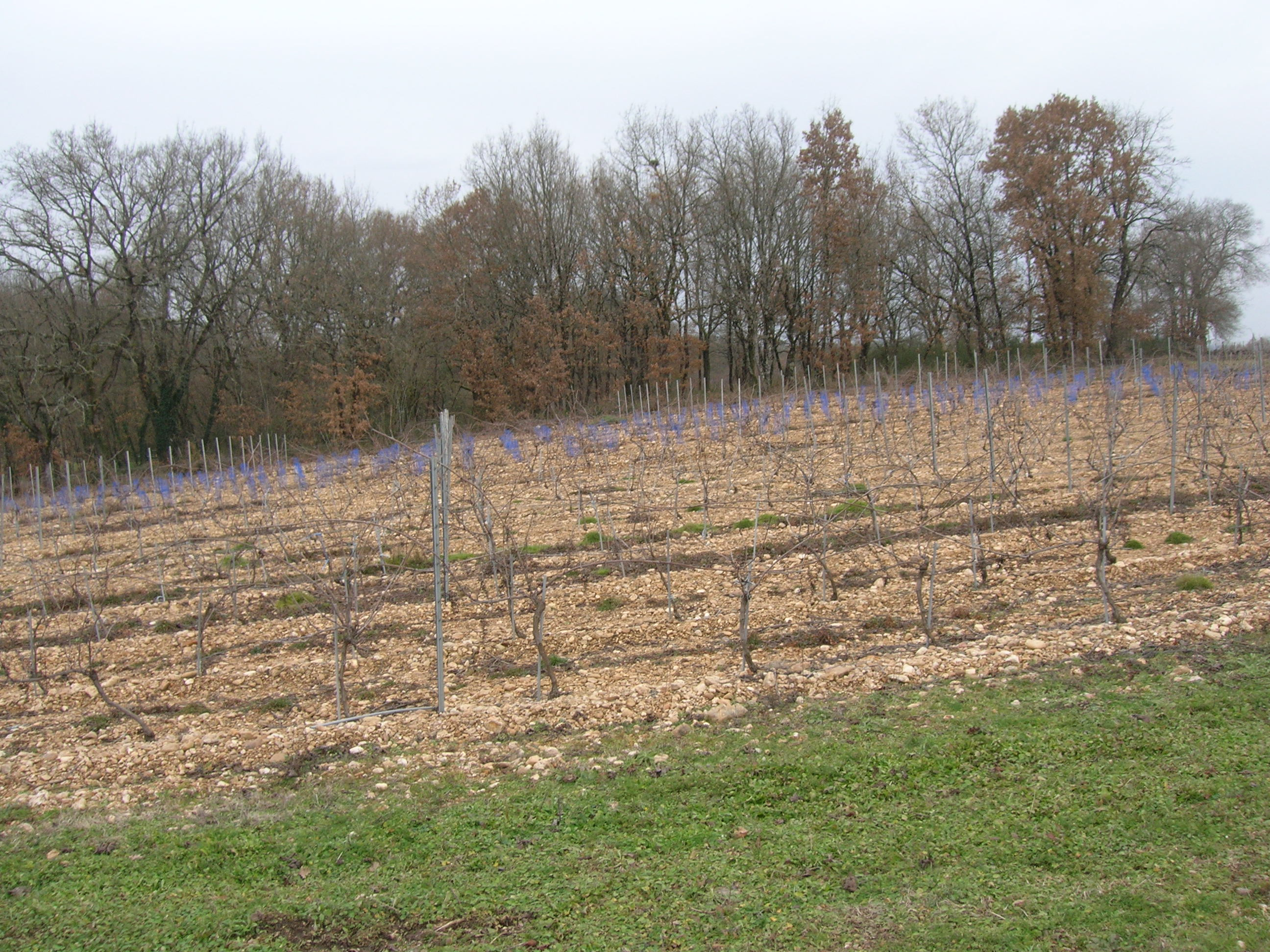
Deuxième terrasse du Tarn. Le Tarn est à droite, révélant ponctuellement une contre-pente.
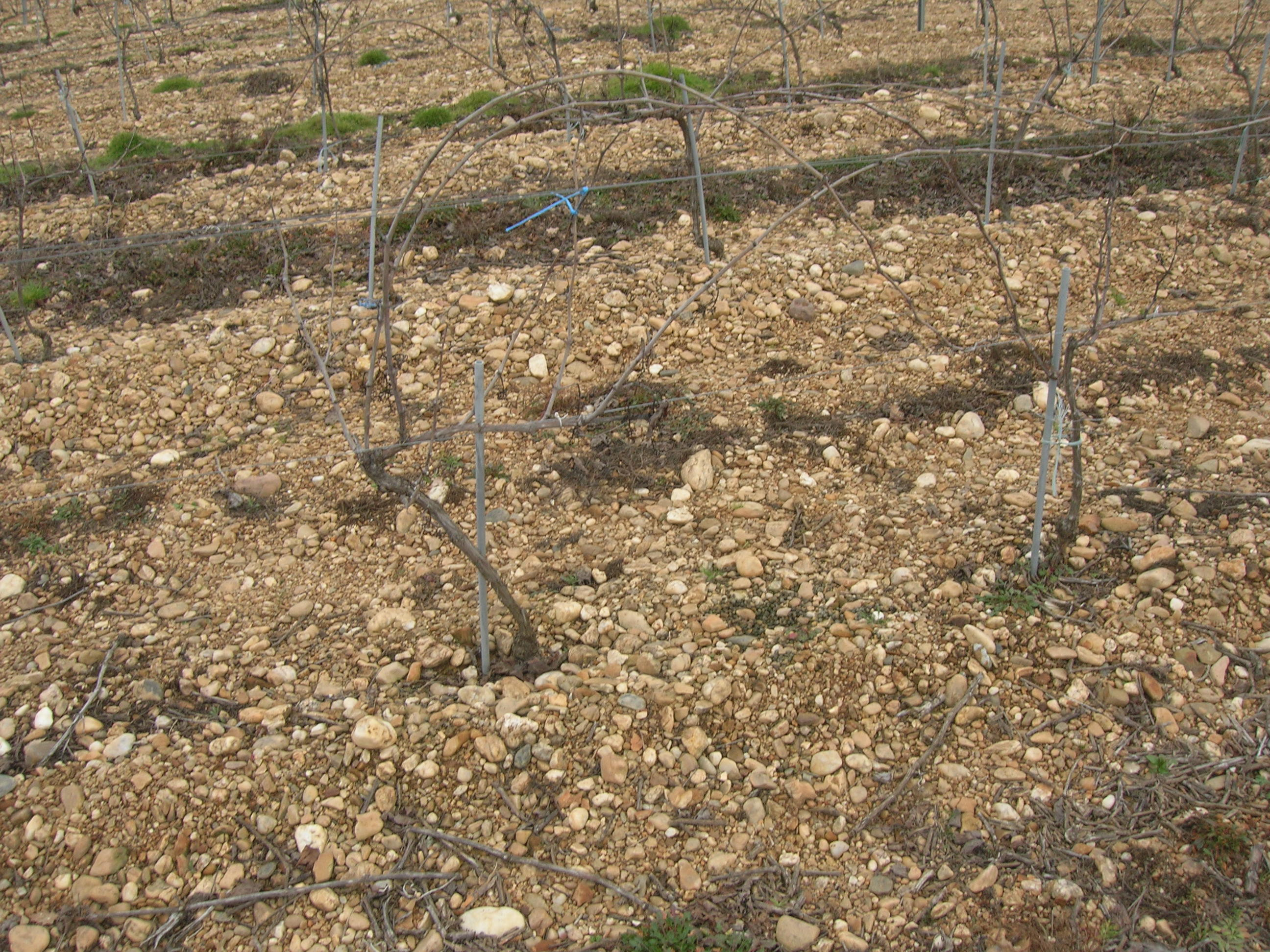
Deuxième terrasse du Tarn, gros plan sur les graves abondantes et la terre rouge chargée en oxyde de fer qui a donné son nom au lieu-dit.

#### La zone de Cunac
La zone de Cunac comprend quelques vignes situées dans sept villages autour de Cunac à l'est d'Albi, sur un terroir de schistes acides. Il est particulièrement bien adaptée au gamay, c'est une zone qui produit majoritairement des vins rouges primeurs.
La zone de Cunac comprend les communes d'Arthès, Bellegarde, Cambon-d'Albi, Cunac, Fréjairolles, Marsal, Mouzieys-Teulet, Saint-Grégoire et Saint-Juéry.

### Climatologie

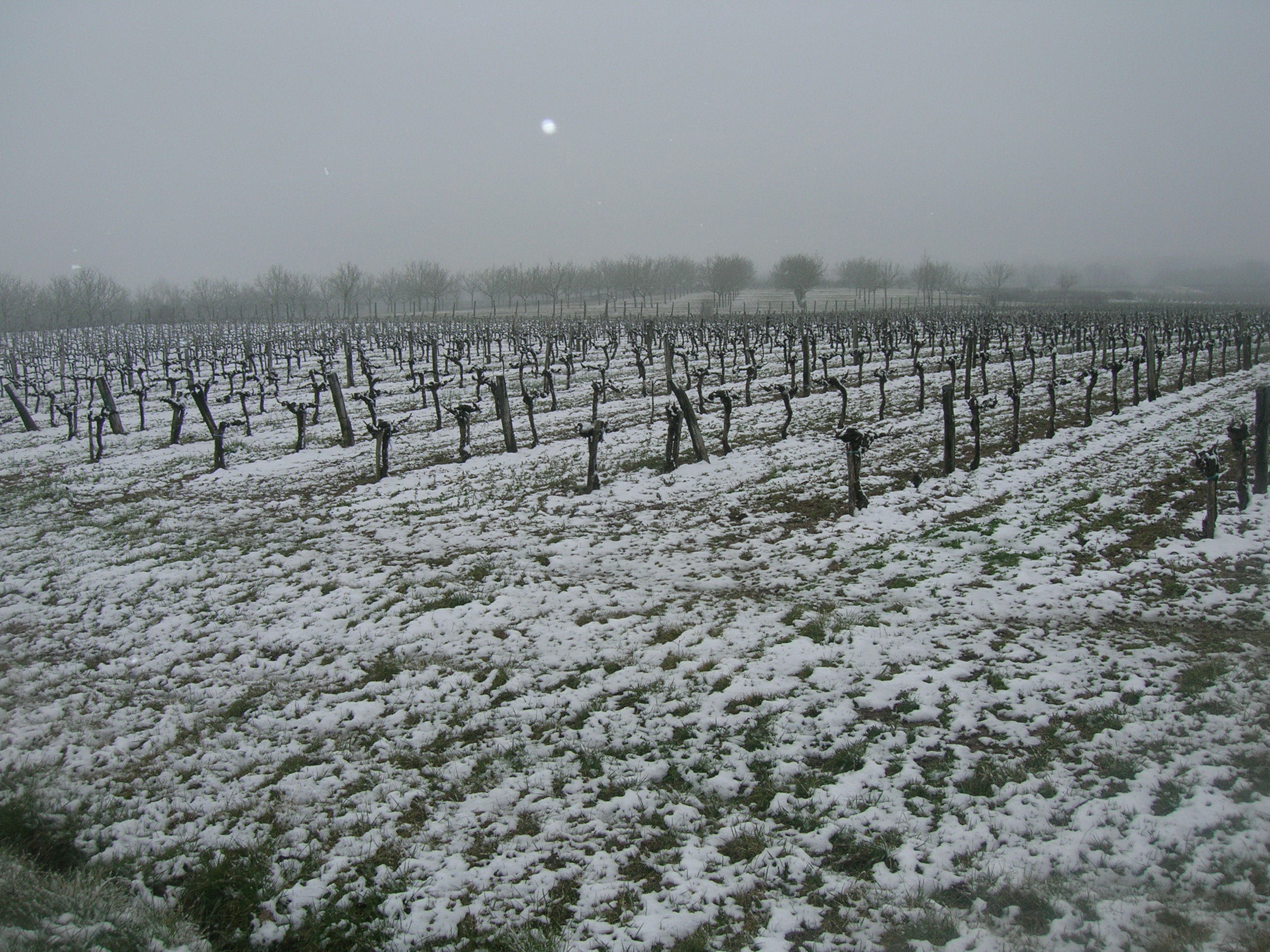
Vigne gaillacoise sous la neige le 8 mars 2010.

Le climat gaillacois subit de multiples influences. 

« Le Tarn jouit d'un excellent climat pour les espèces, non pas de l'extrême midi et du midi, mais pour les cépages de la Gironde, de la Côte d'Or, du Beaujolais, des côtes du Rhône et de la Drôme; c'est là le meilleur climat qu'il puisse désirer. On peut planter dans le Tarn les vignes à toutes les expositions, à plat ou en coteau, au sud ou au nord, et ce n'est pas cette dernière exposition qu'il fera le moins de vin ni le plus mauvais. Il y gèle peu comparativement; malheureusement il y grêle beaucoup. »

— Jules Guyot
Le climat méditerranéen apporte une chaleur sèche estivale et automnale favorable à la maturité régulière et optimale du raisin. La clémence du temps est un confort pour l'organisation des vendanges. Un vent sec, le vent d'autan accentue cet effet ; il assure un assèchement des maladies cryptogamiques et une concentration de la matière sèche dans le raisin.
Ce climat est responsable d'un stress hydrique estival modéré (sauf les années exceptionnelles comme 2003) gage d'une bonne maturité des tanins du raisin, donc un facteur de qualité  du vin.
Le climat océanique amène une influence humide bien favorable à la croissance de la vigne au printemps, une belle arrière-saison favorable à la sur-maturité et de la douceur hivernale en évitant les risques de forte gelée.

#### Le climat local
Le climat local de la vallée du Tarn, orientée est-nord-est ouest-sud-ouest, explique qu'elle soit moins touchée par les orages de grêle que les vallées du Dadou ou de l'Agout plus au sud et que le vent d'autan y soit moins violent. Il est possible de trouver là une raison à la notoriété du vin de Gaillac, alors que les vins du sud du département ont aujourd'hui quasiment disparu. Dans les années 1860, le docteur Guyot cite des vins rustiques sans comparaison avec ceux de Gaillac, alors que les sols y sont presque les mêmes.
Robert Plageoles attribue aussi une importance climatique à la forêt domaniale de Grésigne. Cette dernière couronne le relief au nord-ouest de l'appellation.
Le vignoble gaillacois se situe dans la partie la plus chaude (moyenne annuelle supérieure à 12 °C) et la plus sèche (précipitations inférieures à 800 mm) du département du Tarn.

#### Les microclimats
Les bas-fonds de vallée gélifs au printemps sont souvent réservés aux grandes cultures d'été (tournesol, maïs, soja). L'emplacement des vignes est réservé aux hauts des coteaux. L'orientation des parcelles au sud favorise la maturité des vins rouges et blancs doux, l'orientation au nord permet une évolution plus lente du raisin, gage de fruité des vins blancs secs.

#### La station météorologique d'Albi
La station météorologique d'Albi est à vingt kilomètres de Gaillac. La ville d'Albi reçoit en moyenne de 97 jours de pluie. Les températures extrêmes relevées sont de -20,4 le 16 janvier 1985 et 40,8 le 12 août 2003 pour une moyenne de 14,7.
| Mois                              | jan. | fév. | mars | avril | mai  | juin | jui. | août | sep. | oct. | nov. | déc. | année |
| --------------------------------- | ---- | ---- | ---- | ----- | ---- | ---- | ---- | ---- | ---- | ---- | ---- | ---- | ----- |
| Température minimale moyenne (°C) | 2    | 2    | 4    | 6     | 11   | 14   | 16   | 16   | 12   | 10   | 5    | 3    | 8,4   |
| Température maximale moyenne (°C) | 10   | 11   | 16   | 18    | 22   | 26   | 28   | 29   | 24   | 20   | 13   | 10   | 18,9  |
| Ensoleillement (h)                | 105  | 122  | 183  | 178   | 228  | 225  | 259  | 256  | 202  | 139  | 95   | 86   | 2 077 |
| Précipitations (mm)               | 58   | 38,2 | 38,5 | 64,2  | 70,2 | 51   | 30,4 | 45,3 | 69,9 | 61,8 | 60,5 | 61,8 | 641,8 |

Sur le tableau ci-dessus, quatre mois apparaissent plus secs, en dessous de 50 mm de précipitations. La fin de l'hiver (février-mars) et le plein été (juillet -août). La taille de la vigne par temps sec est défavorable aux maladies du bois. Le printemps (avril, mai et juin) est bien arrosé, permettant une bonne pousse de la vigne à une époque où la pression des maladies cryptogamiques est supportable. En juillet août, la sècheresse fait souffrir la vigne, concentrant arômes et sucre dans le raisin. Septembre est à nouveau plus arrosé, mais les périodes de vent d'autan qui assèche terres et vignes tempèrent les excès. Lors des vendanges, le titre alcoométrique peut gagner 1 % tous les deux jours.
Cinq mois consécutifs, de mai à septembre, voient l'ensoleillement dépasser les 200 heures totales. Ce soleil est un facteur essentiel pour la synthèse du sucre et des précurseurs d'arôme et de couleur.
La moitié de l'année, de mai à octobre, la température mensuelle moyenne dépasse les 20 °C.

## Le vignoble

### Surface

#### Le vignoble tarnais

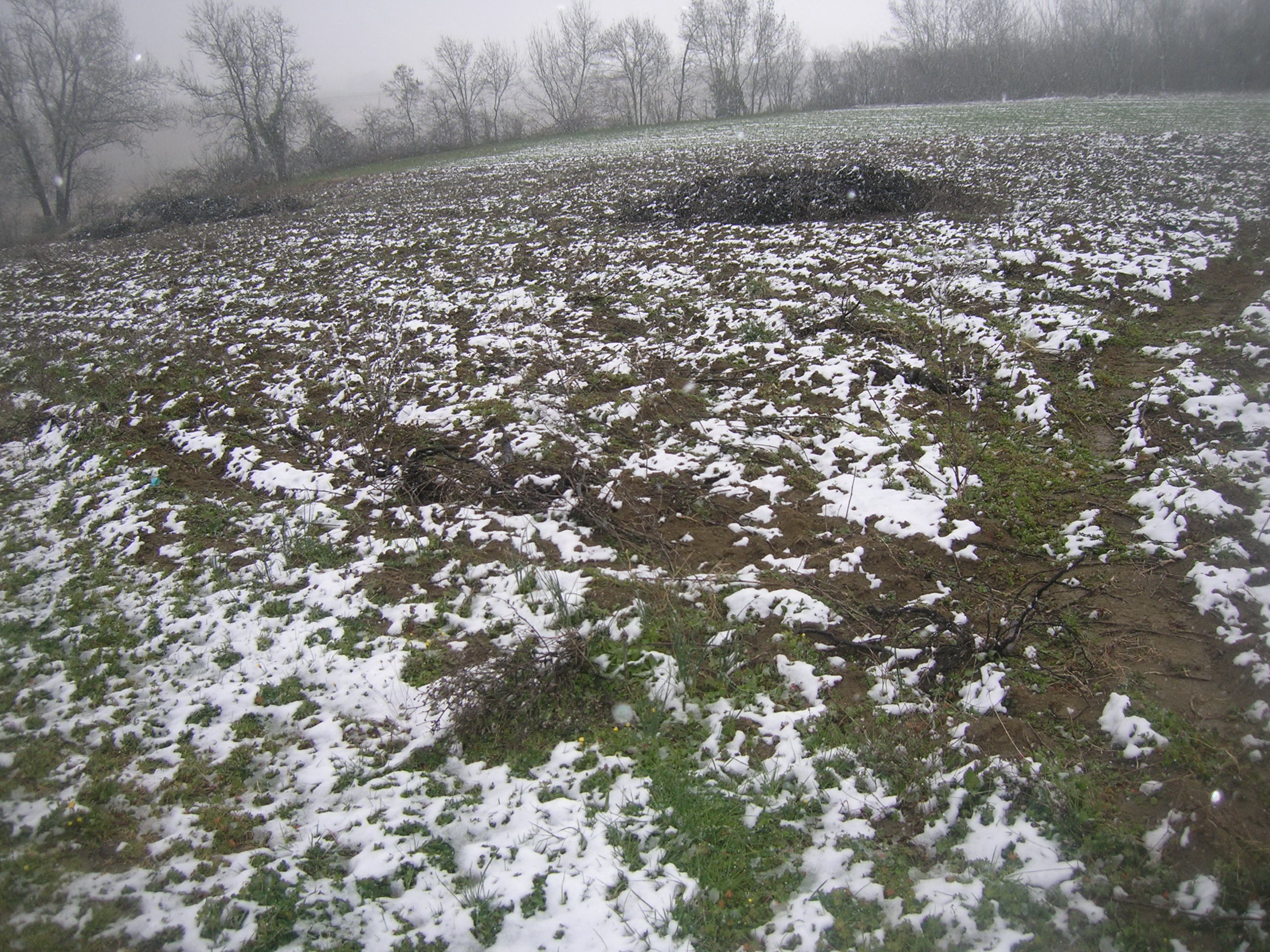
Vigne arrachée sous la neige. Le tas de souches au milieu de la parcelle est destiné à être brûlé.

Historiquement, le vin de gaillac était le vin expédié depuis le port de Gaillac ou par les moines de l'abbaye Saint-Michel. (raison du nom gaillac donné aux vins chargés au port de Rabastens)
En 1840, le département du Tarn représentait 31 000 ha ; cette surface était répartie sur les arrondissements d'Albi (7 000 ha) Gaillac (14 000 ha), Castres (4 000 ha) et Lavaur (6 000 ha). Pour comparer avec la surface actuelle, il faut inclure dans la surface gaillacoise plus de la moitié des surfaces des arrondissements de Lavaur et Albi, l'arrondissement de Gaillac à cette époque ne couvrant pas toute la zone aujourd'hui classée en AOC. L'aire concerne environ 21 000 ha pour Gaillac et 10 000 ha pour le reste du vignoble tarnais. (ce dernier chiffre concernait un vignoble producteur de vin essentiellement  en autoconsommation et pour la vente locale aux ouvriers)
Juste avant l'arrivée du phylloxera, 60 000 hectares étaient en production. En 10 ans, 46 500 hectares doivent être arrachés, ne laissant qu'un quart du vignoble, essentiellement sur les coteaux argilo-calcaires de la première côte de gaillac.
Philippe Viguier donne une bonne évolution du vignoble gaillacois durant les années 1960-1990 dans le tableau ci-dessous.
| Cépage           | Surface en 1960 (en hectare) | Proportion en 1960 (%) | Surface en 1980 (en hectare) | Proportion en 1980 (%) | Surface en 1990 (en hectare) | Proportion en 1990 (%) |
| ---------------- | ---------------------------- | ---------------------- | ---------------------------- | ---------------------- | ---------------------------- | ---------------------- |
| Mauzac B et Rs   | 6126                         | 94                     | 4035                         | 81                     | 2550                         | 67                     |
| Loin de l'œil B  | 105                          | 1,6                    | 464                          | 9,4                    | 750                          | 20                     |
| Ondenc B         | 6,5                          | 0,1                    | -                            | -                      | -                            | -                      |
| Muscadelle B     | 267                          | 4,1                    | 457                          | 9,2                    | 800                          | 8                      |
| Sauvignon B      | 3,5                          | -                      | 13                           | 0,2                    | 200                          | 5                      |
| Total blanc      | 6528                         | 100                    | 4969                         | 100                    | 3800                         | 100                    |
| Duras N          | 76,6                         | 2,8                    | 617                          | 11,3                   | 850                          | 16,5                   |
| Braucol N        | 0,02                         | -                      | 103                          | 1,9                    | 350                          | 6,8                    |
| Merlot N         | 0,3                          | -                      | 80                           | 1,5                    | 150                          | 3                      |
| Cabernets        | 0,3                          | -                      | 55                           | 1,1                    | 200                          | 3,9                    |
| Syrah N          | 1,34                         | 0,2                    | 762                          | 14                     | 800                          | 15,5                   |
| Gamay N          | -                            | -                      | 549                          | 10                     | 750                          | 14,6                   |
| Jurançon N       | 1840                         | 68                     | 2215                         | 41                     | 1750                         | 26                     |
| Portugais bleu N | 783                          | 29                     | 1066                         | 19,6                   | 700                          | 13,5                   |
| Total rouge      | 2701                         | 100                    | 5449                         | 100                    | 5150                         | 100                    |
| Total général    | 9229                         | -                      | 10418                        | -                      | 8950                         | -                      |

On peut noter une baisse constante de la surface en blanc, supportée essentiellement par le mauzac. D'une situation de quasi-monopole, il a cédé face à une désaffection relative pour ses arômes typiques. Les autres cépages ont donné aux assemblages une vraie importance.
Pour les vins rouges, le duo jurançon N et portugais bleu B est passé d'une domination sur un vignoble pas encore AOC a une désaffection liée à leur exclusion de la liste des cépages en 1970, lors de l'ouverture de l'appellation aux vins rouges et rosés. Il est à noter qu'entre 1960 et 1980, sa surface a progressé, montrant l'inertie des habitudes. Les cépages AOC sont, eux, sortis du néant. EN 1960, seul le duras N avait une surface plantée significative.

#### Le vignoble AOC
Entre 1999 et 2004, la surface de l'AOC Gaillac a baissé ; elle était en 2005 de 3 000 hectares sur un vignoble de 8 000 hectares. (5 000 hectares de vin de pays des côtes du Tarn et vin de table).
Avec la crise, un plan d'arrachage a été mis en place entre 2006 et 2009. Il tablait sur 1 000 à 2 000 hectares d'arrachage indemnisé. Le vignoble AOC étant de 2 800 hectares en 2009, les arrachages ont essentiellement concerné le vignoble hors AOC.

### Encépagement
De nombreux auteurs et ampélographes ont souligné la singularité des variétés de raisin constituant l'encépagement dans le Gaillacois. Hugh Johnson en tire cette conclusion : « Ces cépages indigènes très anciens sont les témoins d'une époque qui a précédé la plantation des grands vignobles d'Aquitaine ».

#### Les cépages blancs

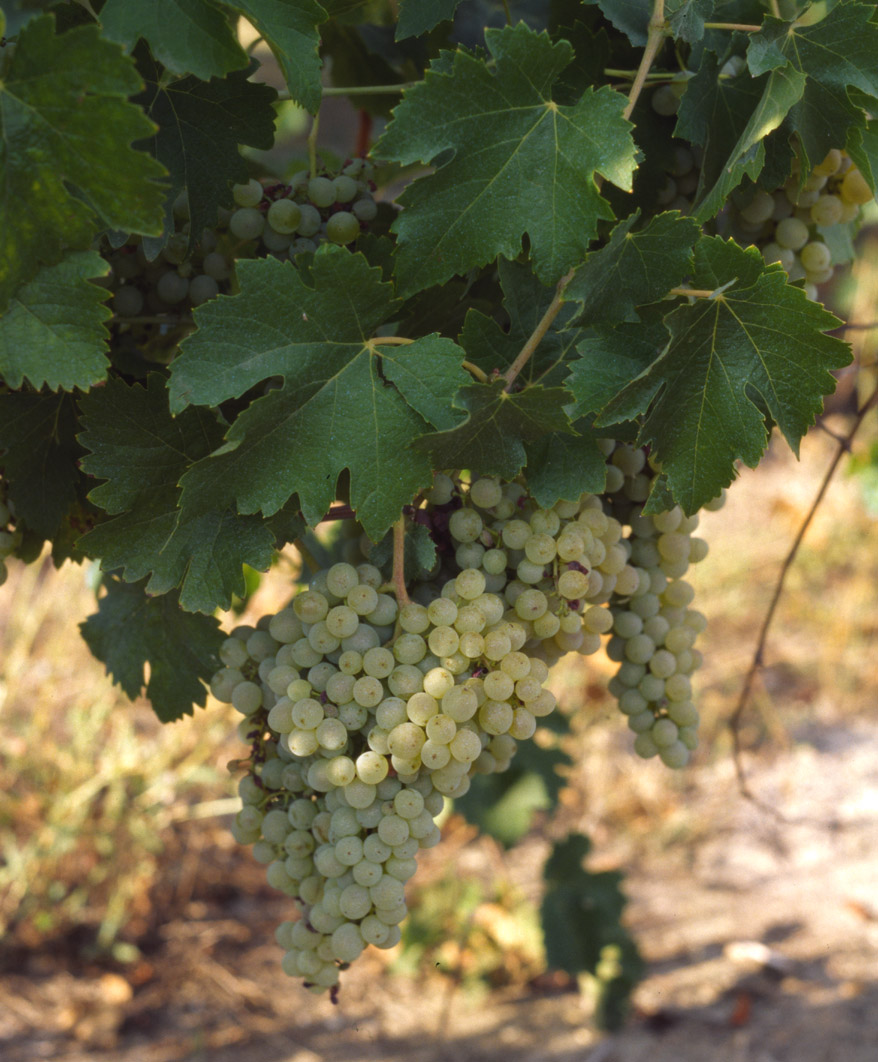
Grappe de len de l'el

Les cépages principaux autorisés en AOC sont le len-de-l'el B (lendelel ou loin-de-l'œil), le mauzac B, le mauzac rose Rs et la muscadelle. Dans les vignes, le lendelel représente 30 % des surfaces, les deux mauzac 40 %  et la muscadelle 15 %.
Les cépages complémentaires représentent 15 % de la surface. Elle est répartie entre l'ondenc B, le sauvignon B et le sémillon B. ; le sémillon n'est plus autorisé à la plantation et son vin ne sera plus autorisé en AOC à partir de 2028.
La dernière version du décret AOC du 21 février 2007 précise qu'au moins un des cépages principaux est obligatoire et l'ensemble des cépages principaux doit être au moins de 50 % dans un assemblage. Les mousseux « méthode gaillacoise ou rurale » sont issus des seuls mauzac blanc et rose.
Le mauzac est un cépage bien adapté aux terrains argilo-calcaires, raison de sa domination dans les assemblages de la rive droite. Sur les terrasses graveleuses du Tarn, le trio len de l'el, muscadelle et sauvignon lui est préféré.

#### Les cépages rouges

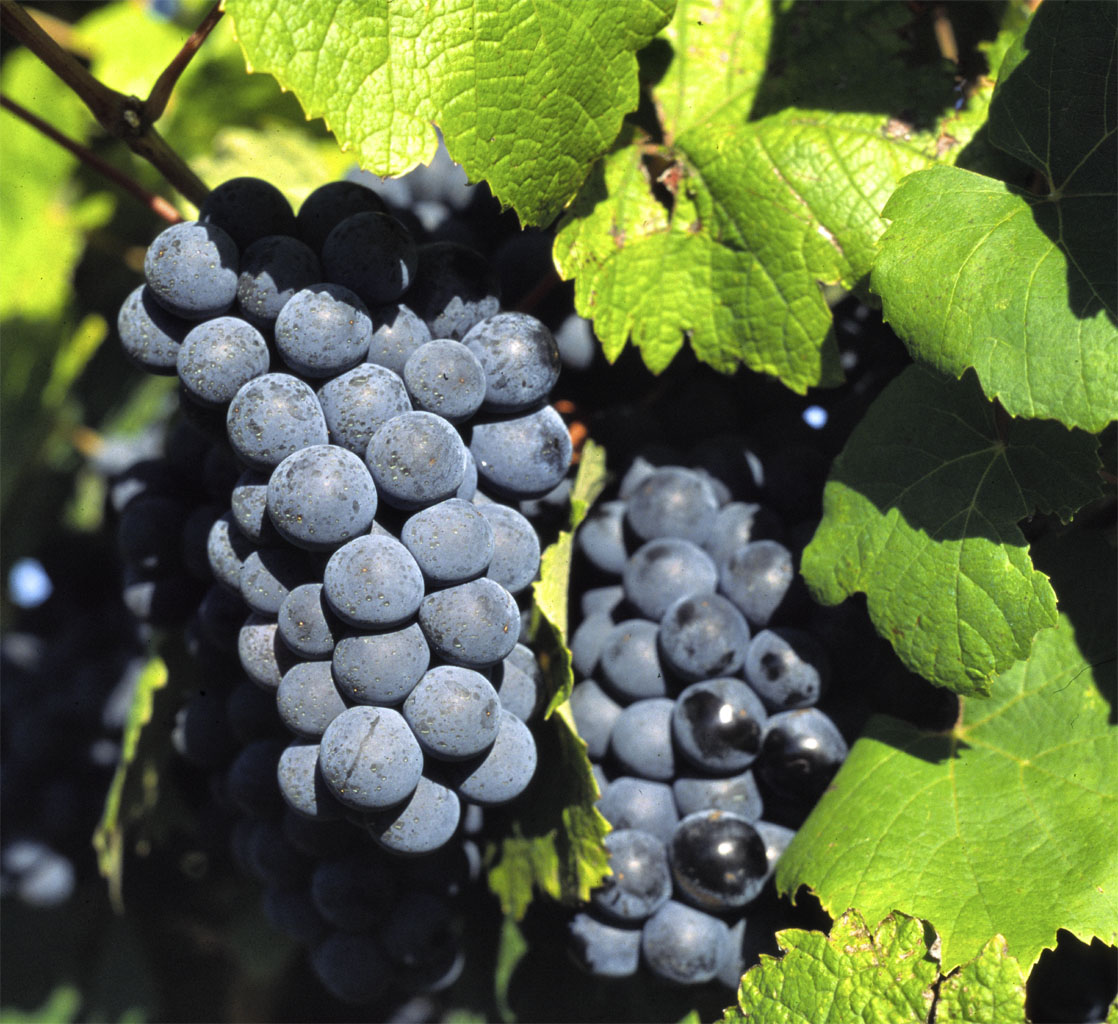
Grappe de Duras

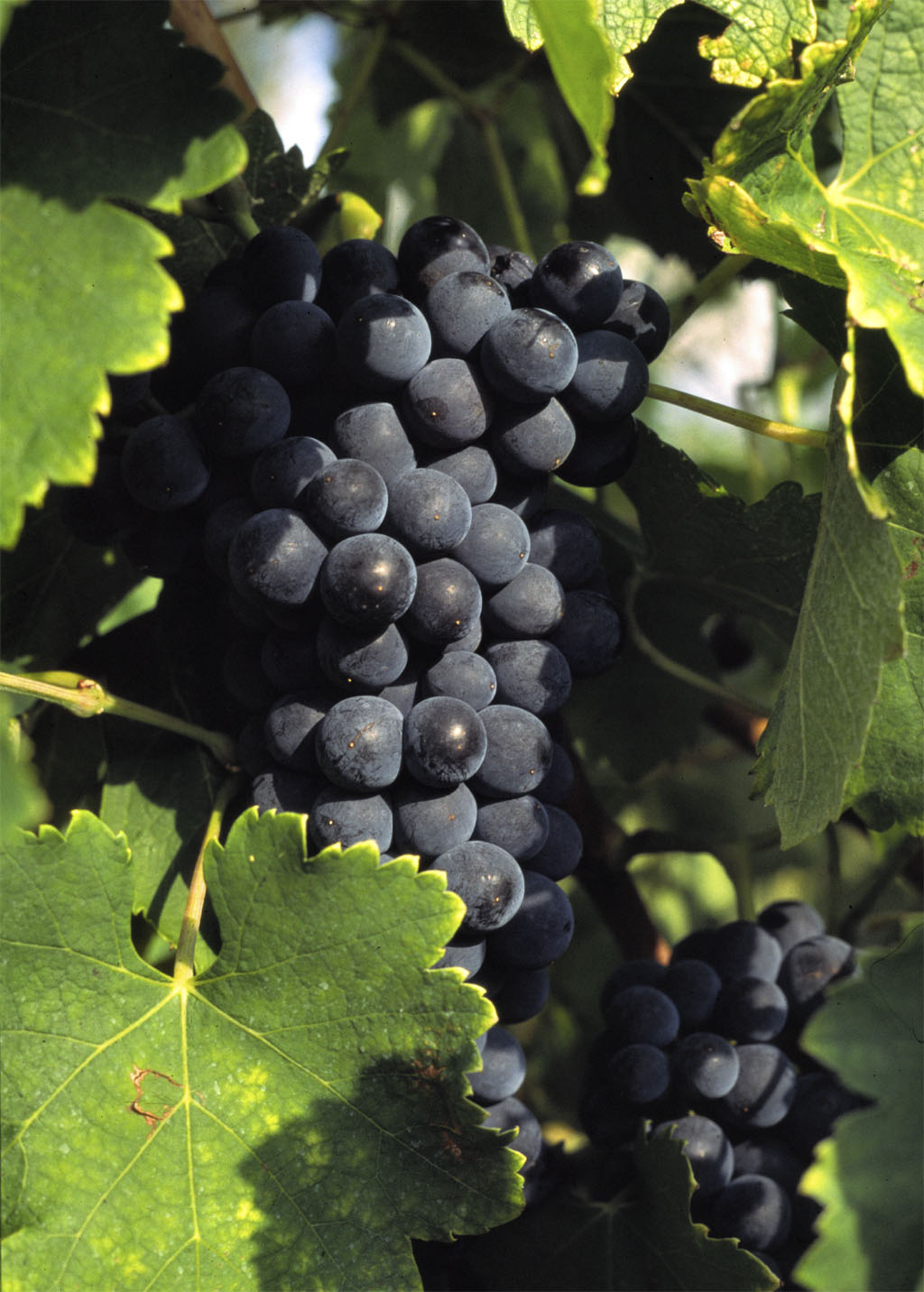
Grappe de braucol

Les cépages principaux sont le duras, le braucol (nom local du fer servadou) et la syrah pour respectivement 20 %, 40 % et 25 % des surfaces.
Les cépages secondaires sont le cabernet sauvignon, le cabernet franc, le gamay, le merlot et le prunelar N. Ils occupent ensemble 15 % des surfaces de vigne en rouge.
Le décret d'appellation du 21 février 2007 précise que les cépages principaux doivent ensemble représenter au moins 60 % de l'encépagement. Le duras et le fer servadou sont obligatoires à hauteur minimum de 10 % chacun et 40 % ensemble. Le Gaillac primeur doit provenir exclusivement de gamay. Ce cépage est d'ailleurs réservé à ce vin. Il n'entre pas dans l'assemblage des autres vins.
Le terroir de la rive gauche est favorable aux cépages exogènes (syrah, merlot, cabernet) et au duras. Le sol sablonneux et léger au pH acide convient bien à la syrah, au duras et au cabernet sauvignon. Sur le coteau argilo-calcaire de la rive droite, le duras a une tendance à donner des vins acides, alors que le fer servadou donne le meilleur de son potentiel sur ces terrains caillouteux et maigres avec le merlot. Quelques domaines élaborent des cuvées qui comportent une majorité de fer servadou et même depuis quelques années certains essaient des cuvées 100 % braucol le nom local du fer servadou, comme le domaine Vayssette, le domaine du Moulin ou le domaine Laubarel.

#### Rappel d'histoire
Longtemps, les vins blancs de Gaillac ont été composés d'environ 60 % de mauzac B, 30 % de len de l'el B et de 10 % d'ondenc B. Ce sont les cépages historiques. Les historiens viticoles font remonter le mauzac à la ville de Moissac, port par lequel transitaient les vins gaillacois. Une lettre de 1804 du préfet du Tarn pour le ministre de l'intérieur infirme toutefois cette origine : relativement à une espèce de vigne connue sous le nom de mauzac et dont la culture n'est connue que depuis quarante ans dans notre département. Guyot cite mauzac, len de l'el et ondenc avec le sécal. (jurançon blanc) Les muscadelle B, sauvignon B et sémillon B ont été introduits probablement au XIXe siècle puisque Riol les cite déjà en 1913, avec le sylvaner B dont il ne reste plus trace aujourd'hui. Séguier indique que le développement de la muscadelle doit beaucoup à sa précocité : elle donnait un moût plus tôt que le mauzac pour l'expédition de vin bourru. La plantation massive du sauvignon ne date, elle, que des années 1980.
Le 8 novembre 1484, maître Pacino, notaire à Lavaur, fait mention d'un bail d'une vigne de duras N, prouvant là l'ancienneté de ce cépage. Certains auteurs n'hésitent pas à le faire remonter au duracina cité par Caton l'Ancien et Columelle. Quatre siècles plus tard, le docteur Guyot mentionne que les vins de Gaillac, au XIXe siècle, étaient composés, de pignol, de braucol N, de prunelart de négret, (négrette ?) et de duraze. Les cépages bordelais (cabernet franc, cabernet sauvignon et merlot), la syrah N et le gamay N ne sont pas mentionnés; ils ont été introduits ultérieurement. Le tableau de Philippe Séguier indique un développement de leur culture à partir des années 1960.
Depuis les années 1990, un regain d'intérêt pour le prunelar (ou prunelart) a conduit à la plantation de nombreuses parcelles, par des vignerons qui voulaient l'essayer. Le vin qui en est issu est vendu en vin de pays, n'étant pas mentionné dans le décret AOC. En 2008, cependant, l'assemblée générale du CIVG a entériné l'entrée du prunelard dans la liste des cépages de l'AOC.
À l'aube de l'an 2000, un conservatoire des cépages du sud-ouest a été implanté sur la commune de Peyrole. Ce conservatoire a été mis en place à la suite de prospections opérées dans les vieilles vignes des vignobles régionaux (Midi-Pyrénées). Ce conservatoire regroupe 150 familles de mauzac blanc B, 100 familles de braucol N, de duras N et de len de l'el B, 50 de mauzac rose Rs, 20 d'ondenc B, 10 de négret N et 7 de prunelard N.

### Pratiques culturales

#### Obligations du décret d'appellation
La densité de plantation doit être au moins de 4 000 pieds par hectare avec des écartements entre rangs limités à 2,2 mètres en taille gobelet et 2,5 mètres pour les autres modes de taille. La distance entre pieds sur un même rang est de 0,8 mètre au minimum. Une haute densité de plantation induit une plus petite quantité de raisin par cep. La plante peut alors mieux se défendre contre les maladies et mieux nourrir ses grappes. Le raisin est donc de meilleure qualité, à bonne maturité, donnant un vin plus concentré, plus alcoolisé et plus stable, bref, un meilleur vin.
Les tailles en gobelet, guyot simple et cordon de royat sont pratiquées avec un nombre d'yeux fructifères totaux  limité à dix ou la taille en tirette avec 8 yeux fructifères. Ce nombre d'yeux est mesuré après épamprage. En effet, un cépage comme le fer servadou présente un pourcentage non négligeable d'yeux qui ne bourgeonnement pas. Une taille longue est alors pratiquée, les yeux surnuméraires étant enlevés par l'ébourgeonnage.
La hauteur du feuillage doit dépasser 0,5 fois l'écartement entre rangs pour les vins rouges et rosés et 0,6 fois l'écartement entre rangs pour les vins blancs. Une surface foliaire optimale doit être saine (bonne capacité de photosynthèse), haute (bonne capacité à utiliser le soleil), et moyennement dense (trop dense, elle favorise une ambiance humide favorable aux maladies cryptogamiques et diminue leur rendement, les feuilles se faisant ombre elles).

#### Agenda du viticulteur

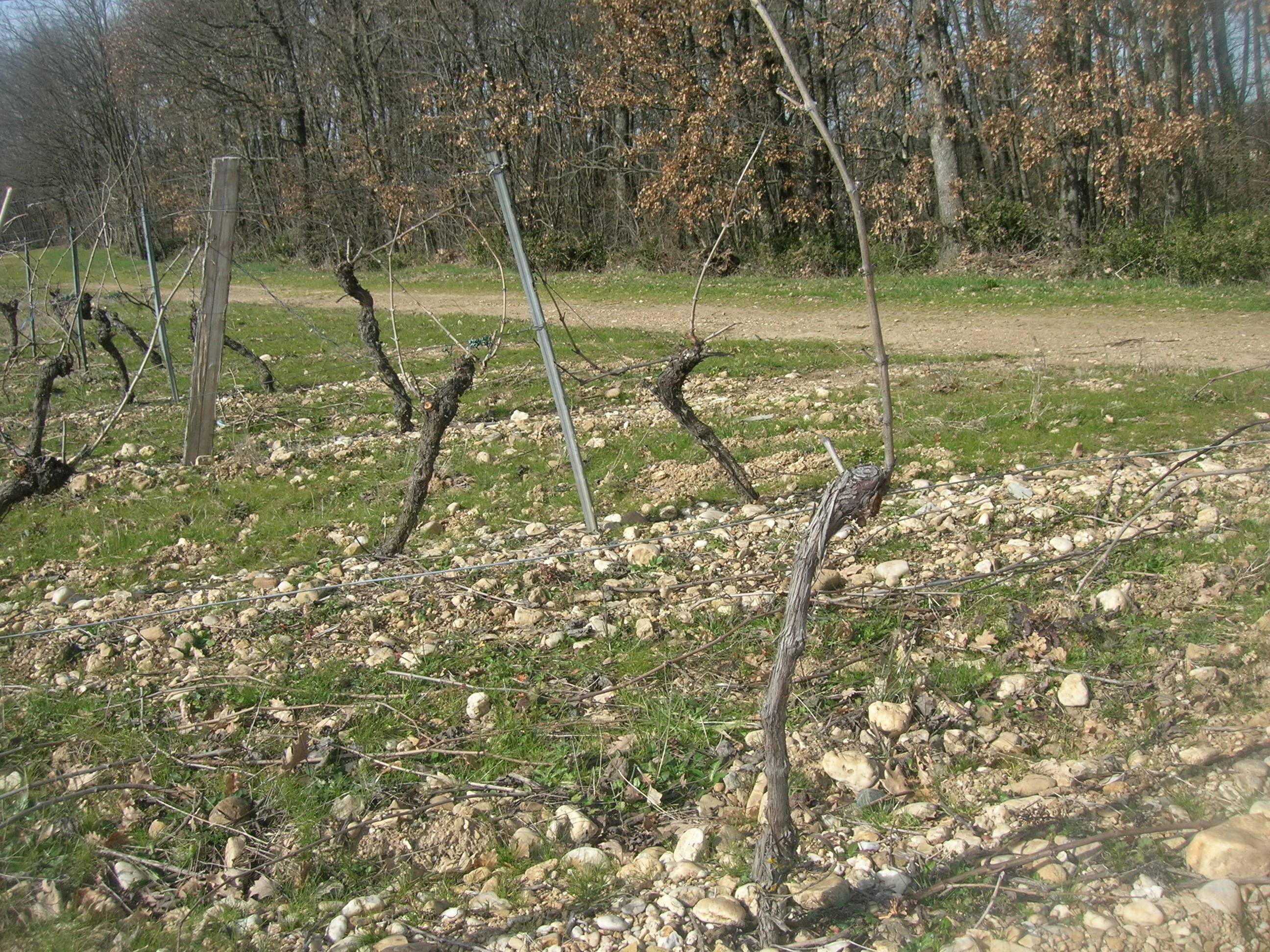
Gamay N gaillacois taillé en guyot.

Durant l'hiver, le viticulteur gaillacois taille sa vigne (entre novembre et mars). Généralement, il commence par tailler les parcelles les moins exposées au gel, terminant par celles situées dans les lieux les plus sensibles. En effet, la taille induit un retard de végétation; plus la taille se fait tard, plus tard sortiront les bourgeons. Or, lors d'épisodes gélifs en avril, seuls les petits rameaux sortis du bourgeons sont grillés par le gel. Un proverbe dit : « Taille tôt, taille tard, rien ne vaut la taille de mars », mais la surface en vigne des exploitations ne permet pas de les tailler toutes en mars. À l'issue de la taille, avant le débourrage (sortie des bourgeons) le viticulteur broie les sarments issus de la taille. En réduisant la dimension des débris, il accélère le travail de décomposition des microorganismes.
Dès le mois de mars, la pousse de l'herbe demande à être maitrisée. La vigne totalement désherbée disparait progressivement depuis les travaux de Claude Bourguignon; il a démontré que les herbicides à outrance tuaient le terroir. À Gaillac, la majorité des vignes sont enherbées entre les rangs et désherbées sous le rang. Chez les viticulteurs bio, le travail du sol a aussi son importance dans la maîtrise de l'herbe. L'usage de l'herbe permet une concurrence vis-à-vis de la vigne, souvent bénéfique à la qualité du raisin. Pour cela, L'herbe doit cependant être constamment maintenue rase par des tontes régulières.
À partir du mois d'avril, commence la surveillance des maladies. La lutte raisonnée s'est mise en place depuis une quinzaine d'années et a séduit plus de 180 viticulteurs en 2005. L'observation est à la base de la réduction des quantités de produit de traitement. Le viticulteur doit découvrir les premiers symptômes de la maladie afin de prévoir le moment le plus judicieux pour apporter le remède. Quelques viticulteurs travaillent leurs vignes en respectant un cahier des charges de production de raisin bio.
À partir du mois de mai, la vigne réclame des soins quotidiens. Outre les traitements, l'épamprage commence, : il faut enlever les rameaux qui poussent sur le tronc et éclaircir ceux qui poussent trop serrés au cœur de la souche. Puis, vient le relevage des fils : après la taille, les viticulteurs ont descendu les fils de soutien de la vigne. Une fois la pousse suffisamment avancée, il faut relever les fils et les accrocher aux piquets de soutien, en entrainant les jeunes rameaux fragiles. Cette opération encourage la vigne à pousser vers le haut, libérant le rang pour éviter que le passage du tracteur n'abime les rameaux. La pousse de la vigne se poursuit bien au-delà de la hauteur de palissage. Pour limiter l'exubérance de la végétation, le viticulteur rogne sa vigne.
Au mois d'août, c'est une courte période de calme, sauf si les orages d'été viennent bouleverser l'emploi du temps.
L'automne, ce sont les vendanges. Elle nécessite une à trois heures de temps par hectare avec la machine à vendanger contre deux ou trois jours avec une équipe de vendangeurs.
Après les vendanges, l'entretien des vignes exige de remplacer les pieds de vigne morts ou manquants. Un trou à la tarière portée par le tracteur est rapide. La plantation peut se faire dès l'automne, avec des plants en pot ou au printemps en zone humide. Le trou de plantation reste béant tout l'hiver, favorisant l'oxygénation et donc la vie microbienne.

### La récolte
| Conditions de récolte                      | Rendement | Degré alcoolique moyen | Taux de sucre minimum | Degré maximum après enrichissement | Sucres résiduels               |
| Vins blancs secs                           | 60 hl/ha  | 10,5 % vol             | 170 g/l               | 13 % vol                           | 4 g/l                          |
| Vins blancs doux                           | 45 hl/ha  | 12,5 % vol             | 204 g/l               | 15 % vol                           | supérieur ou égal à 45 g/l     |
| Vins mousseux secs                         | 60 hl/ha  | 9 % vol                | 153 g/l               | 13 % vol                           | -                              |
| Vins mousseux doux « méthode gaillacoise » | 45 hl/ha  | 11 % vol               | 178 g/l               | 14 % vol                           | supérieur ou égal à 50 g/l     |
| Vendanges tardives                         | 25 hl/ha  | 17 % vol               | 280 g/l               | % vol                              | supérieur ou égale à 100 g/l   |
| Vins rouges et rosés                       | 55 hl/ha  | 11 % vol               | 189 g/l               | 13,5 % vol                         | 4 g/l en rosé 2,5 g/l en rouge |
| Vins rouges primeur                        | 55 hl/ha  | 10,5 % vol             | 180 g/l               | 13 % vol                           | 2,5 g/l                        |
| ------------------------------------------ | --------- | ---------------------- | --------------------- | ---------------------------------- | ------------------------------ |

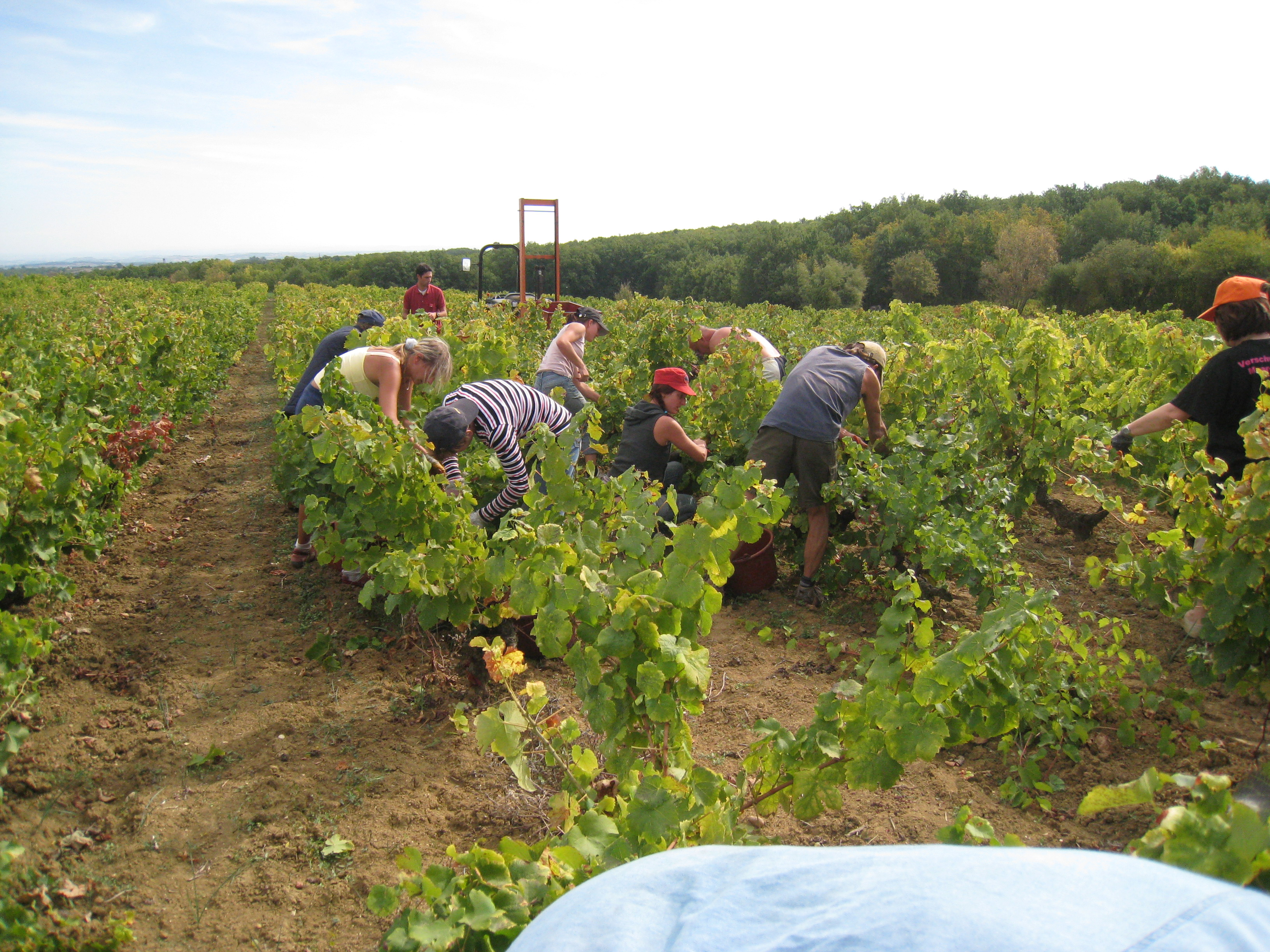
Vendange manuelle de raisin surmûri, le 7 octobre 2008.

Le rendement butoir (rendement maximum) est de 72 hl/ha (vin blanc et mousseux), 54 hl/ha (vin blanc et mousseux doux), 55 hl/ha (vin rouge et rosé) et 25 hl/ha (vendanges tardives).
Lors de la récolte, le vigneron évalue le degré potentiel de la vendange à partir du sucre du moût, sachant que 17 grammes de sucre par litre donnent un degré (vin blanc) et 18 grammes par litre pour les vins rouges. Le degré acquis correspond à la quantité réelle d'alcool du vin. Il diffère du degré potentiel en fonction du travail des levures et pour un vin doux en tenant compte du sucre résiduel non fermenté.
La récolte du raisin est généralement faite à la machine à vendanger pour le raisin rouge et le raisin blanc destiné à l'élaboration de vin blanc sec. Toutefois, le gamay destiné au vin primeur et les cépages blancs destinés au vin mousseux méthode gaillacoise doivent être récoltés manuellement.
Pour la production de vins doux, certains domaines pratiquent le tri sélectif. (par exemple le domaine de la Ramaye, le domaine Vayssette ou le domaine de Peyres-Combes) En plusieurs passages, ils ne récoltent que le raisin à maturité optimale, laissant le reste continuer à mûrir,. Pour mener à bien cette opération, seule la vendange manuelle est possible.

### Vendanges tardives
En novembre 2011 , l'appellation Gaillac accède à la mention Vendanges tardives et devient ainsi la troisième appellation française à bénéficier de cette autorisation, aprés l’Alsace et le Jurançon. Le premier millésime concerné est le millésime 2012, qui ne sera commercialisé qu'en 2014 compte tenu d'une durée d'élevage de 18 mois imposée par le cahier des charges de l'appellation. Pour bénéficier de la mention traditionnelle « vendanges tardives », les vins doivent respecter plusieurs prescriptions particulières :
- raisins arrivés à surmaturité, présentant sur souche une concentration par passerillage naturel ou par l’action de la pourriture noble, et récoltés manuellement par tries successives ;
- pas de chaptalisation ;
- utilisation du bois interdite ;
- minimum 280 grammes de sucre par litre de moût (soit 17 % vol. d'alcool potentiel)[66] ;
- rendement maximum : 25 hl/ha[66].

L'autorisation reconnue à d'autres régions viticoles de recourir à la mention « vendanges tardives » a provoqué dans le vignoble d'Alsace des réactions d'opposition qui ont entraîné l'introduction d'un recours devant le Conseil d'État contre l'arrêté homologuant le cahier des charges de l'appellation Gaillac. En février 2014, le Conseil d'État a rendu un arrêt favorable au vignoble de Gaillac, confirmant l'impossibilité pour le vignoble alsacien de revendiquer l'exclusivité de cette mention traditionnelle.

### Vinification

#### Vinification en blanc
La variété des vins produits et la diversité des assemblages possibles entraînent forcément des modes de vinification très différents.

##### Vins blancs secs
La récolte, généralement mécanisée (machine à vendanger) se pratique de bonne heure le matin pour récolter un raisin à la fraîche, permettant une meilleure conservation dans les bennes à vendange et économisant de l'énergie pour leur refroidissement. Elle a lieu avant la récolte des vins rouges, souvent début septembre. Une macération pelliculaire peut être utilisée pour extraire le maximum de précurseurs d'arômes, comme au Mas des Combes; cette opération précède souvent la vinification des vins blancs primeurs. Le pressurage intervient le plus tôt possible après récolte. L'usage ou non de l'érafloir dépend du type de pressoir utilisé. Le moût est débourbé par stabulation à froid. L'usage d'enzymes de clarification est tributaire de la qualité de la vendange (nécessaire sur raisins pourris) et de la cuverie. (les enzymes accélèrent l'opération sur grandes cuves)
Le départ en fermentation se fait généralement à basse température (vers 18 °C) avec levures sélectionnées, parfois avec les levures naturelles du raisin. L'usage de matériel de refroidissement est aujourd'hui prépondérant ; en effet, une fermentation à température supérieure à 25 °C nuit aux arômes et entre 18 et 22 °C favorise les arômes fruités et floraux intenses. Le vin peut être rapidement embouteillé pour préserver les arômes ou élevé en cuve ou barrique pour les cuvées plus structurées.

##### Vins blancs doux
La récolte peut se faire mécaniquement pour les gros volumes ou manuellement pour les cuvées plus prestigieuses. Cette seconde méthode permet une récolte par tris successifs, privilégiant la maturité optimale. Elle a lieu début octobre et peut se poursuivre jusqu'en novembre pour les cuvées les plus concentrées, avec parfois l'aide de pourriture noble.
La fermentation s'interrompt naturellement, lorsque le sucre et l'alcool bloquent le travail des levures ou artificiellement, par brusque refroidissement puis filtration pour éliminer les levures. Le vin doit être élevé quelques mois avant mise en bouteille.

##### Vins mousseux
La vendange peut être mécanique ou manuelle. La mise en bouteille peut se faire au domaine ou le vin est livré à la coopérative Saint-Michel. Cette structure fonctionne comme une CUMA et assure le travail à façon. La vinification est réalisée soit par méthode traditionnelle (anciennement « champenoise », soit par méthode ancestrale, appelée également « gallaçoise » localement.

#### Vinification en rouge

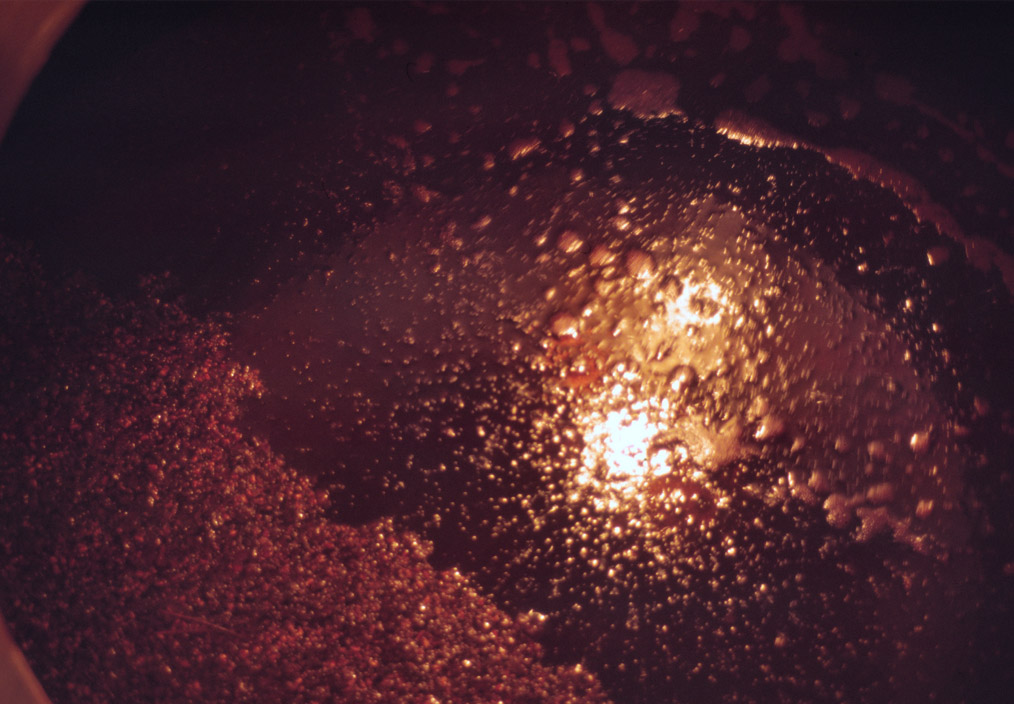
Cuve de vin rouge de Gaillac en pleine fermentation

##### Vins primeurs
Le raisin est récolté manuellement en conteneurs de petite taille pour respecter l'intégrité des grains de raisins. Ils sont mis en cuve protégées de l'oxygène par du gaz carbonique afin de pratiquer une macération carbonique. Le pressurage est effectué avant la fin de fermentation. Le vin primeur est rapidement mis en bouteille pour être mis à la vente le troisième jeudi du mois de novembre.

##### Vins rouges traditionnels
La récolte est très majoritairement mécanique. La vendange peut  être éraflée et foulée avant d'être encuvée. La macération dure de sept à vingt jours,. La fermentation malolactique est favorisée (oxygénation, ensemencement bactérien) avant que la température du vin ne chute. Le vin est élevé quelques mois en cuve ou plus d'un an en barrique pour les vins de garde.

#### Vinification en rosé
Le raisin rouge est récolté essentiellement mécaniquement. Ce sont essentiellement des vins de saignée : après encuvage, le raisin macère un temps variable, destiné à colorer le jus par la migration des anthocyanes colorantes de la pellicule du raisin vers le moût. Au moment optimal, une partie du jus est alors saigné (écoulé) de la cuve, le séparant de la partie solide et la vinification reprend le même principe que celle des vins blancs. Le reste du moût poursuit la macération et donnera du vin rouge.

## Les types de vins et la gastronomie
Gaillac est une appellation apte à la production d'une grande palette de vins. Il ne lui manque guère que les vins doux naturels et les mistelles.

### Vins blancs secs

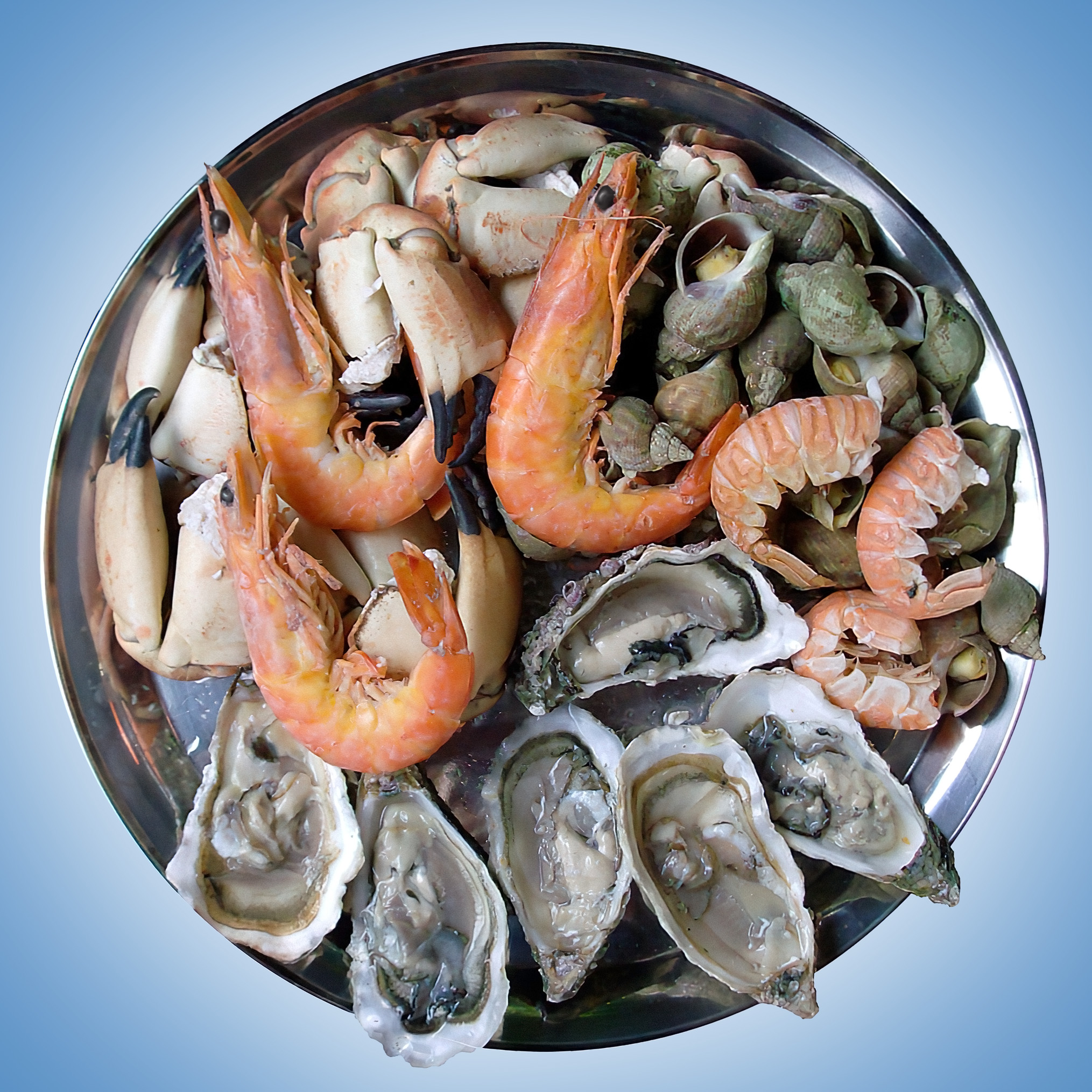
Plateau de fruits de mer

Ce sont des vins d'assemblage. Le mauzac apporte ses arômes de cépage, pomme, coing, le sauvignon sa fraîcheur et ses arômes d'agrumes et le duo len de l'el-muscadelle donne finesse et complexité. Élégants dès l'apéritif, ils sont préconisés avec les poissons et les fruits de mer et les fromages de chèvre régionaux. (cabécou, rocamadour) Daniel Pestre, sommelier, officie au restaurant La table du sommelier à Gaillac. Il conseille avec le vin blanc de gaillac un tartelette albigeoise au jambon façon Toulouse-Lautrec, une salade vigneronne aux poires confites et magrets fumés ou un filet de truite de Vabre au beurre noisette.
Le premières côtes de Gaillac est un vin de garde. Souvent élevé en barrique il accompagne les fricassées de poisson et crustacés. Daniel Pestre l'imagine bien servi avec une nage d'écrevisse à la coriandre, un filet mignon de veau aux morilles ou une charlotte aux pommes au coulis de fruits exotiques.

« La robe assez pâle dévoile un léger reflet vert. Le nez est un peu discret, mais la pomme verte, le coing et une petite touche anisée forment un ensemble plaisant et délicat. La bouche a de la vivacité, un bon volume, une expression aromatique bien typée, toujours sur la pomme. La finale svelte reprend la note de fenouil, une pointe acidulée et une touche d'amande amère. Un vin de mauzac bien équilibré »

— Pierre Casamayor, dégustation du gaillac sec mauzac vert 1997 de Robert Plageaoles.

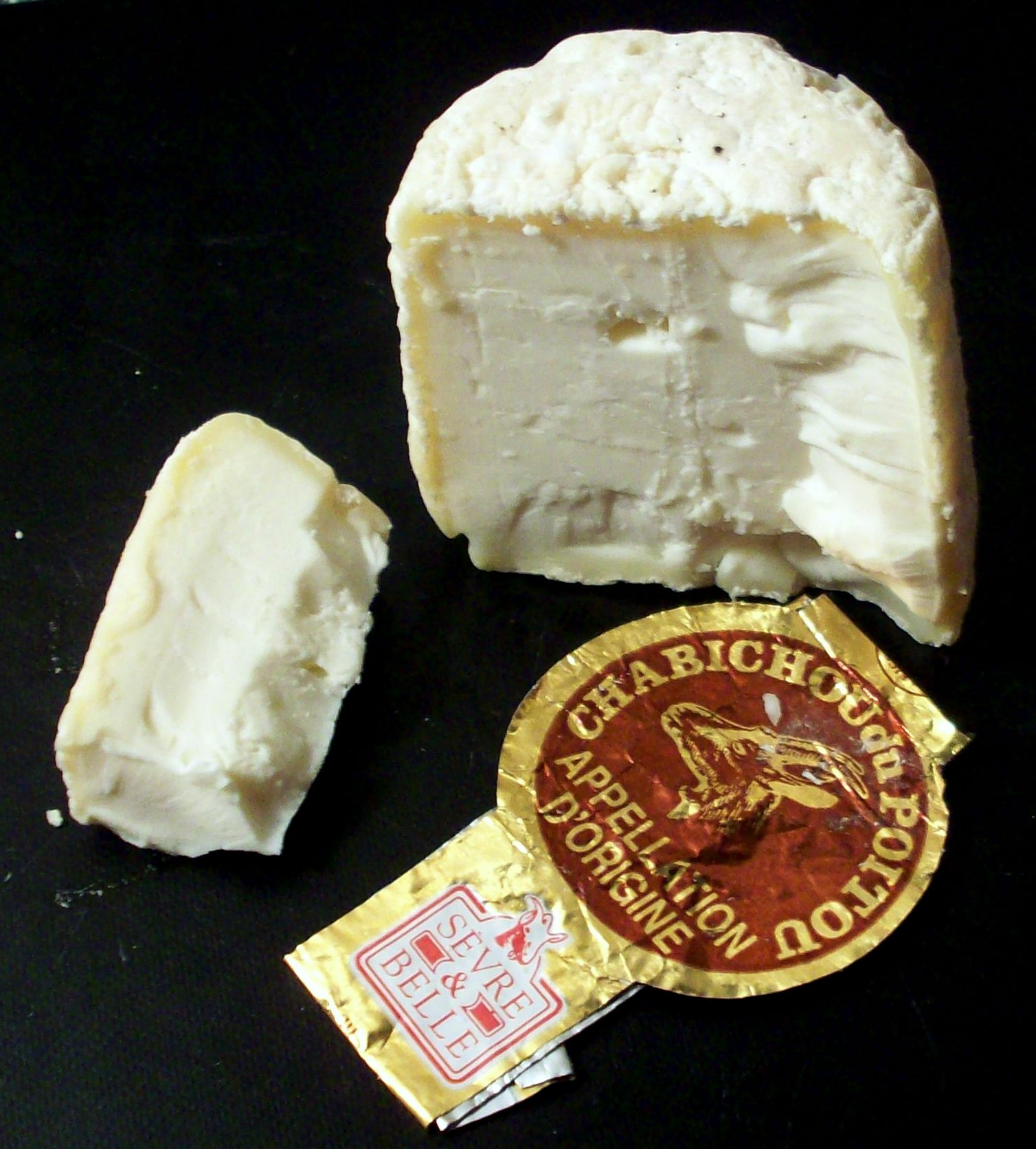
Chabichou au lait de chèvre

Le « Gaillac perlé » est un vin récent (années 1950), héritier de la pratique ancienne de vente du vin en cours de fermentation : le vin bourru. Le vigneron conserve une partie des gaz de fermentation pour relayer l'acidité défaillante du len de l'el. L'introduction du sauvignon a relégué ce vin à une curiosité locale qui participe néanmoins à la réputation actuelle de Gaillac. C'est un vin fin, vif aux arômes légers et délicats. À l'apéritif ou avec des fruits de mer. C'est aussi un produit bien adapté avec la cuisine savoyarde au fromage : fondue, raclette. Daniel Pestre l'associe avec un tartare de saumon au basilic, une friture de goujons au gros sel ou un poumpet au citron.
L'appellation produit aussi un vin de voile

### Vins blancs doux

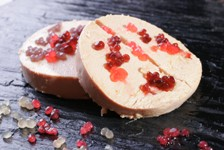
Tranches de foie gras

Traditionnellement, Gaillac produisait des vins doux aromatiques, légers en sucre, autour de 50 grammes par litre. Ils étaient dédiés à l'apéritif ou au dessert, avec une croustade aux pommes par exemple. Depuis les années 1980, la surmaturité est poursuivie, donnant des vins plus riches et gras, concentrés, complexes et fruités (fruits exotiques, fruits secs ou confits, miel). Ce vin plaît sur un foie gras poêlé ou avec du roquefort.
Des « vins liquoreux » sont aussi produits ; l'humidité des brouillards d'octobre certaines années, permet de récolter des raisins touchés par la pourriture noble en plusieurs tris. Ces vins très aromatiques prennent des nuances de fruits exotiques, d'agrumes confits. Roquefort et foie gras sont leur meilleur accompagnement sur la table.

« La robe dorée et légère ne manque pas d'éclat. Le nez est assez exubérant : fruits confits, pâte de coing, pomme au four, notes botrytisées bien fondues dans un fruit bletti qui traduit une belle sur-maturation. La bouche est ronde, lisse et riche, mais ce qui frappe avant tout, c'est le bel équilibre entre liqueur et acidité qui donne de la fraîcheur et un côté aérien à ce vin de caresse. La longue finale développe toute la gamme des fruits blancs confits, avec toujours cette pointe vive qui apporte de l'éclat et de la rémanence. »

— Pierre Casamayor, dégustation du gaillac doux Domaine de Vayssette 1995.

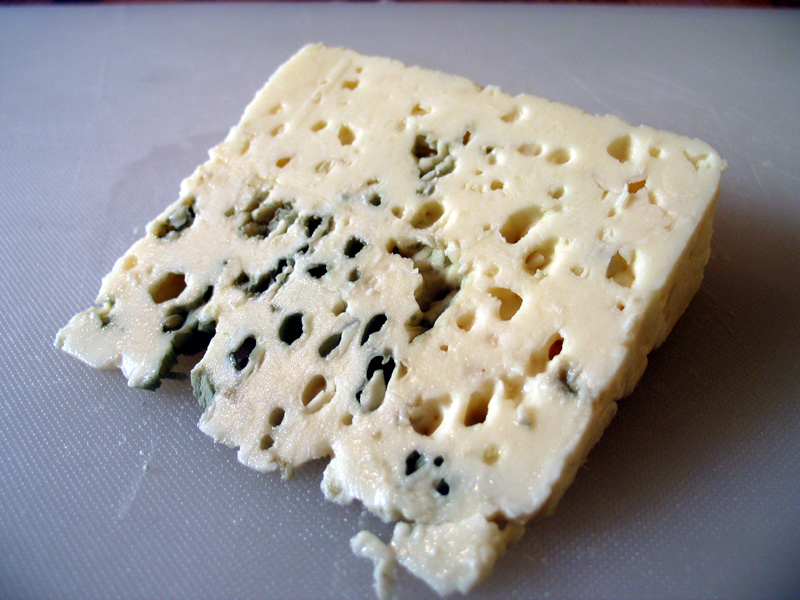
Tranche de roquefort

Pour Daniel Pestre, les gaillac doux peuvent être servis avec un foie gras mi-cuit au torchon, un suprême de poularde fermière à la crème de cannelle ou un craquelin de coing confit à l'anis étoilé.

### Vins effervescents

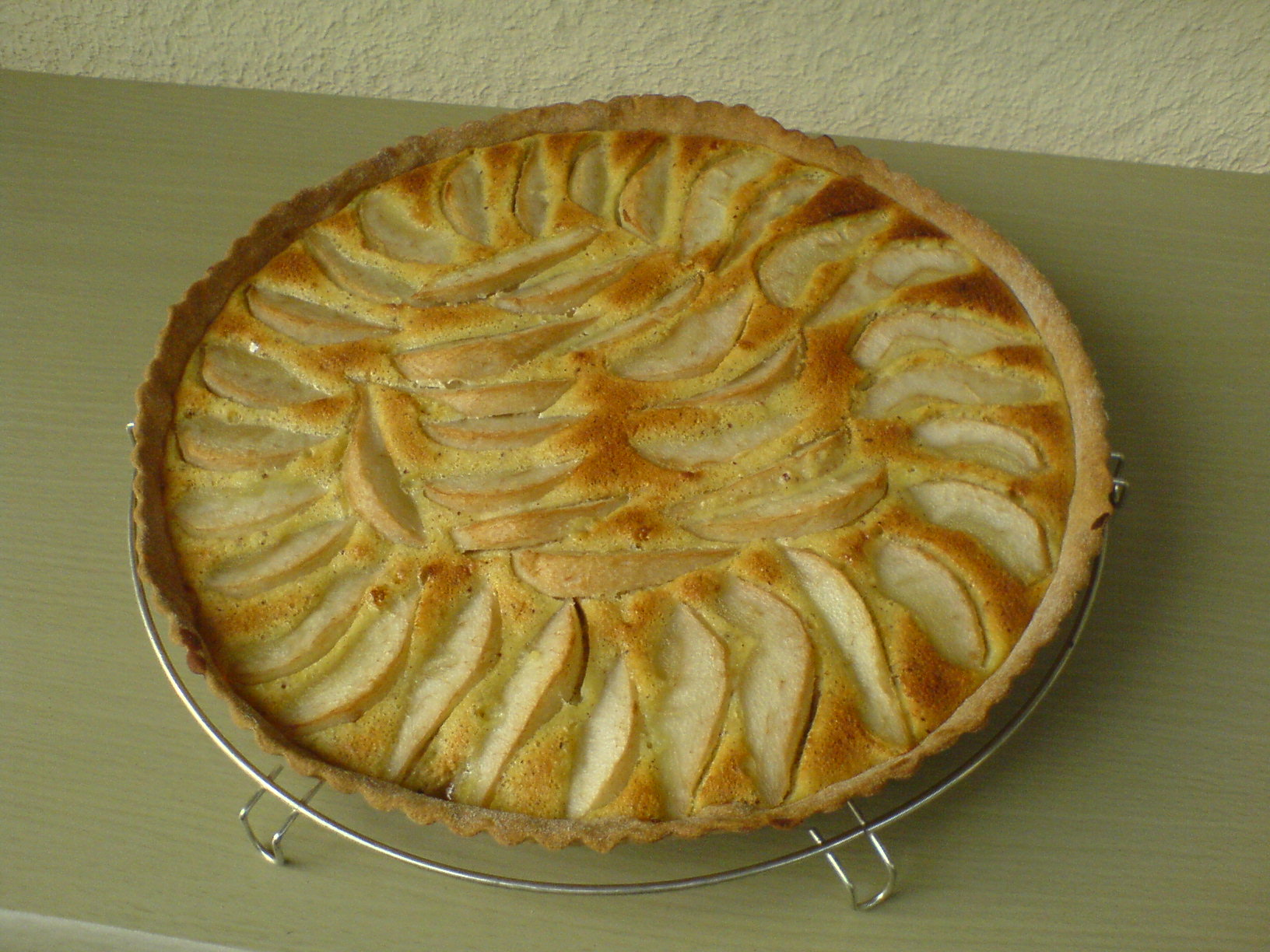
Tarte aux poires

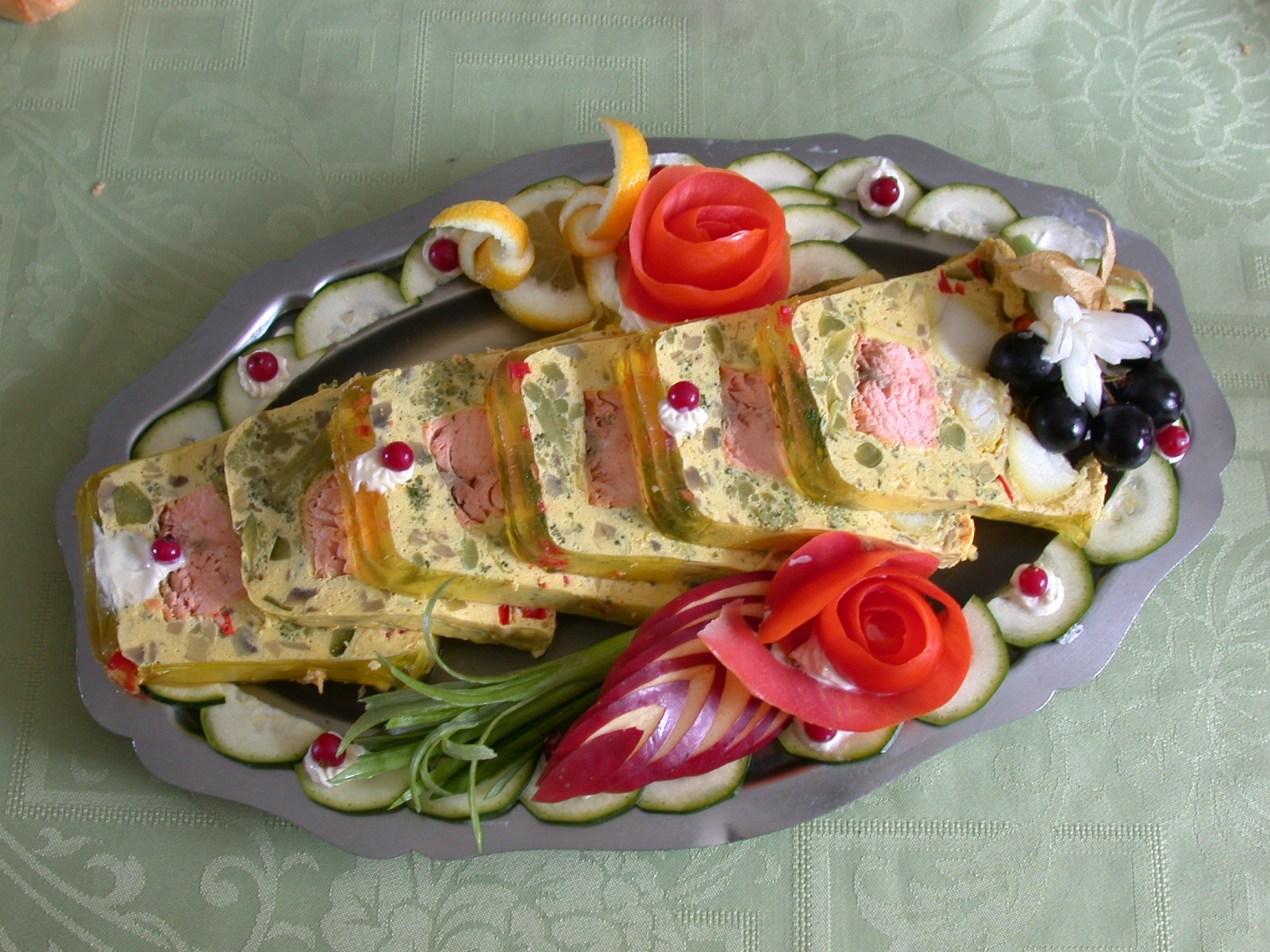
Terrine de saumon

En « méthode traditionnelle », ce sont des vins issus de raisins ramassés un peu avant maturité, et vinifiés en vin blanc sec. Une seconde fermentation a lieu en bouteille, assurée par des levures transformant le sucre additionné. C'est un vin d'apéritif, de dessert, de fête ou tout au long d'un repas de poisson.
En « méthode ancestrale », également appelée méthode gaillacoise ou méthode rurale, le vin est embouteillé avant la fin de fermentation, la prise de mousse se faisant par une fermentation du sucre du raisin. Plus difficile à maîtriser, cette méthode donne des vins étonnants, avec un taux de sucre résiduel variable d'une bouteille à l'autre. Il y acquiert aussi une capacité de vieillissement de quatre ou cinq ans. C'est un vin d'apéritif, de dessert ou de fête. Seuls les mauzacs peuvent être utilisés pour ce vin.
Pour Daniel Pestre, ces vins de fêtes peuvent être servis avec un entremets au chocolat léger, une croustade aux pommes et armagnac ou une corne d'abondance au vin doux.

### Vins rosés

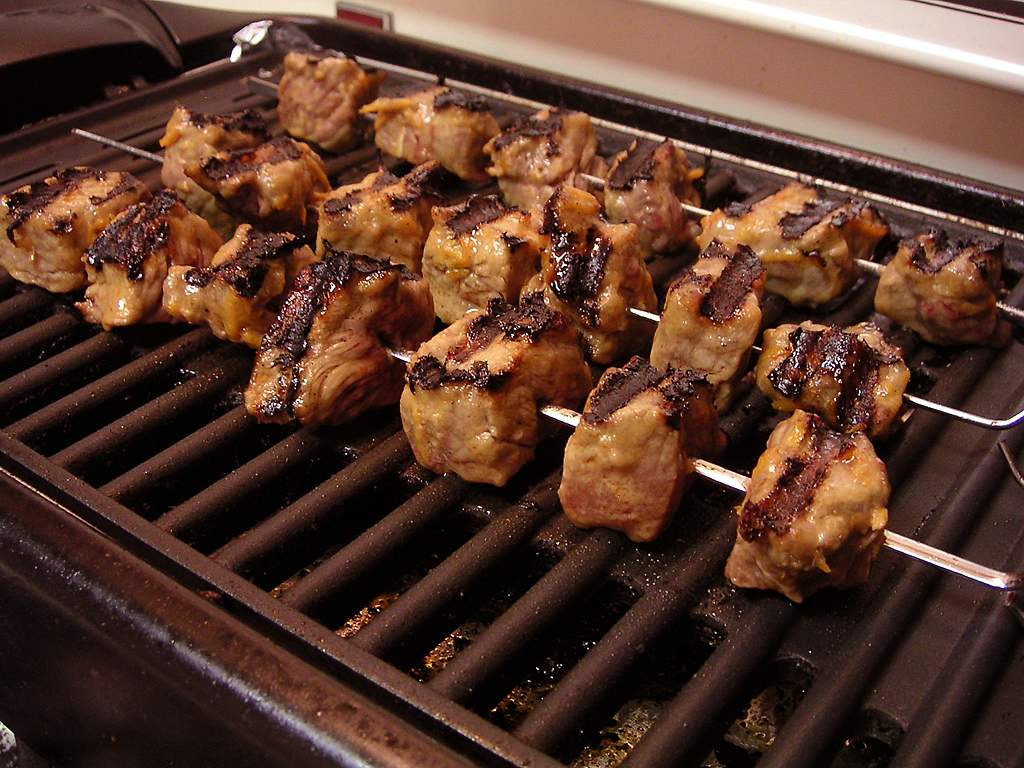
Grillade de brochettes

Les vins rosés sont rose saumon plus ou moins soutenu, aux arômes de fruits rouges, (groseille) floraux ou épicés.
C'est un vin d'été, recommandé avec des grillades de viande, des salades ou pizzas au thon et aux anchois.
Pour Daniel Pestre, ce vin est un bon accompagnement pour une ratatouille de légumes façon tarnaise, des raviolis de canard au basilic ou une salade de tomate et pamplemousse aux poivrons grillés.

### Vins rouges

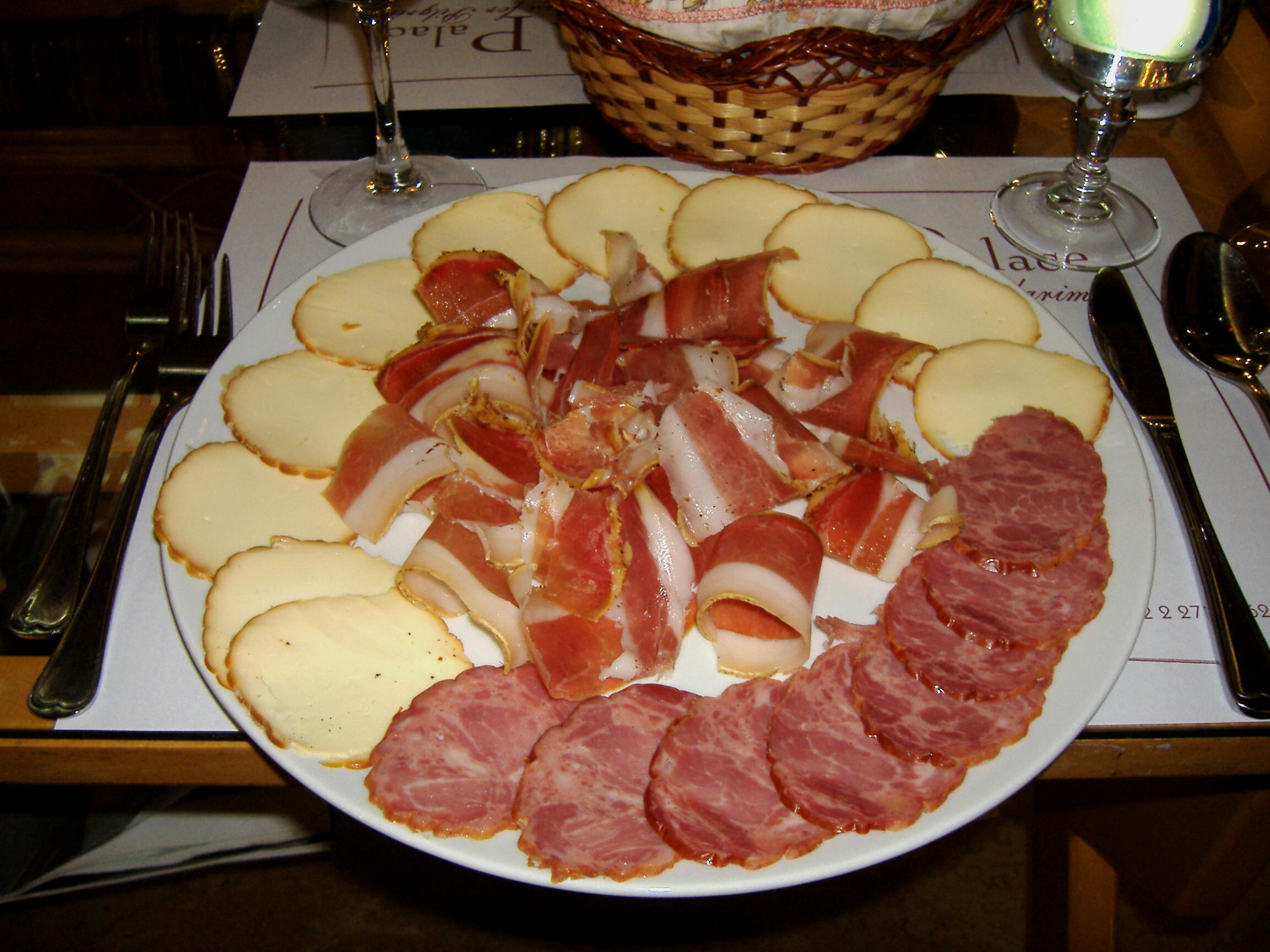
Assiette de charcuterie et fromage

Le « vin primeur » connait une sortie annuelle le troisième jeudi de novembre bien médiatisée. Composé exclusivement de gamay, il est frais, fruité et léger. Il accompagne bien les cochonnailles (dont une tourte tiède au jambon de Lacaune) et les marrons grillés, comme les fromages frais et les desserts de fruits. Vin de saison, il se conserve toutefois quelques mois, devenant une bonne alternative au rosé l'été. Daniel Pestre en fait un vrai vin de gastronomie, capable d'accompagner une terrine de chevreuil aux pistaches, un poulet rôti au caramel d'ananas ou encore des cerises flambées au kirsch et glace à la vanille.

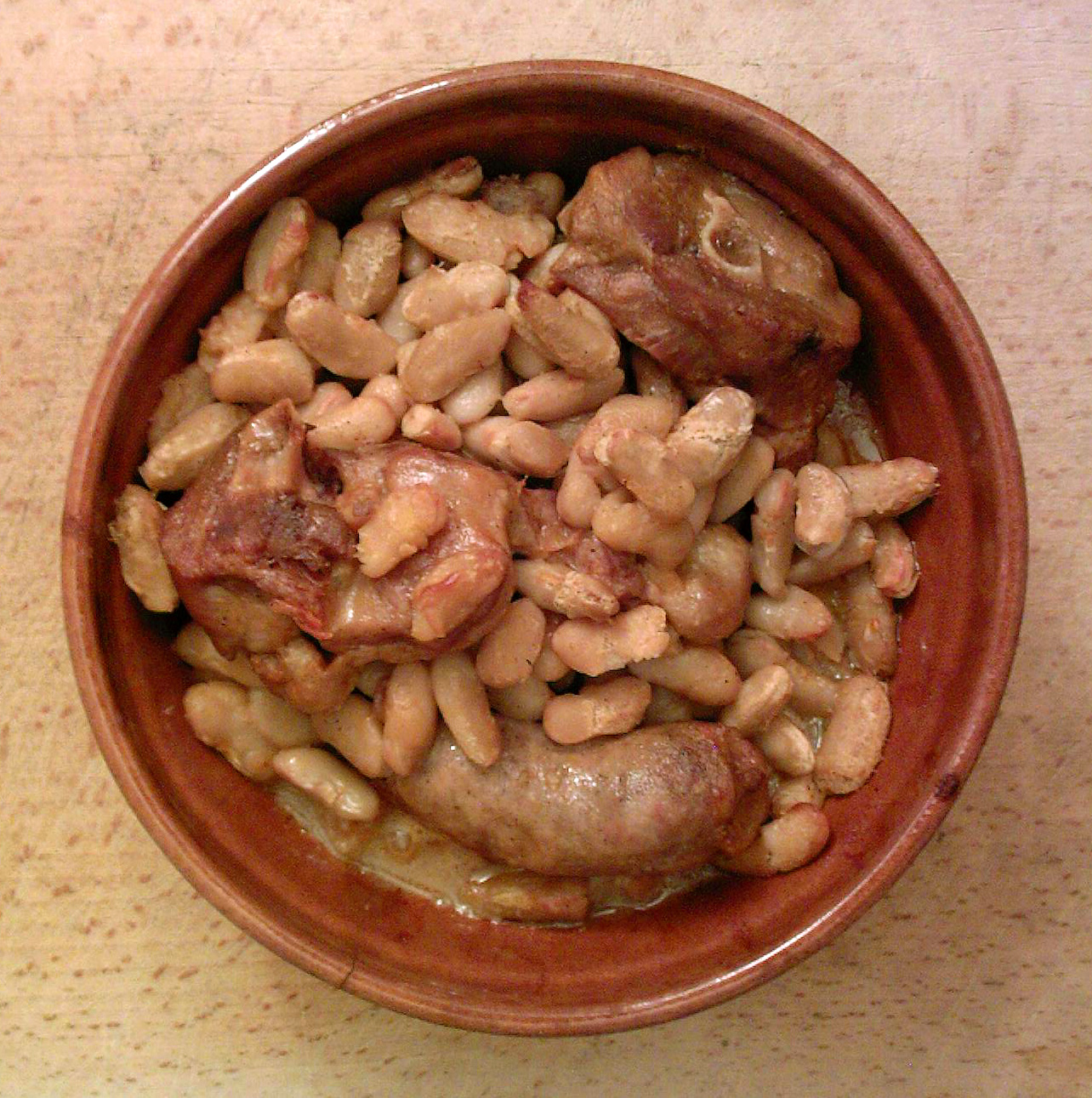
Cassoulet

Le « vin rouge traditionnel » est fruité et épicé ; c'est un vin qui accompagne bien le fromage AOC brie de Melun ; les confréries des deux AOC sont d'ailleurs jumelées. C'est un bon choix avec le cassoulet local ou, pour Daniel Pestre, le magret de canard rôti au cassis, le foie de veau poêlé à l'ail rose de Lautrec ou l'ossau-iraty à la confiture de cerise noire.
Le « vin rouge de garde » est produit avec un rendement maîtrisé, parfois élevé en fût de chêne ; il donne un vin charpenté, puissant, aux arômes de fruits noirs et d'épices (poivre, réglisse). C'est un vin qui se bonifie quatre ou cinq ans, parfois plus, destiné au gibier, (civet de marcassin à la compotée de cèpes) à la viande rouge (tournedos de bœuf grillé à la julienne de truffes de Cordes) et au filet de pigeon à la tatin de figues pour Daniel Pestre. Avec le fromage, il correspond bien aux arômes d'un cantal vieux ou d'un laguiole.

## Appellation

### Décret

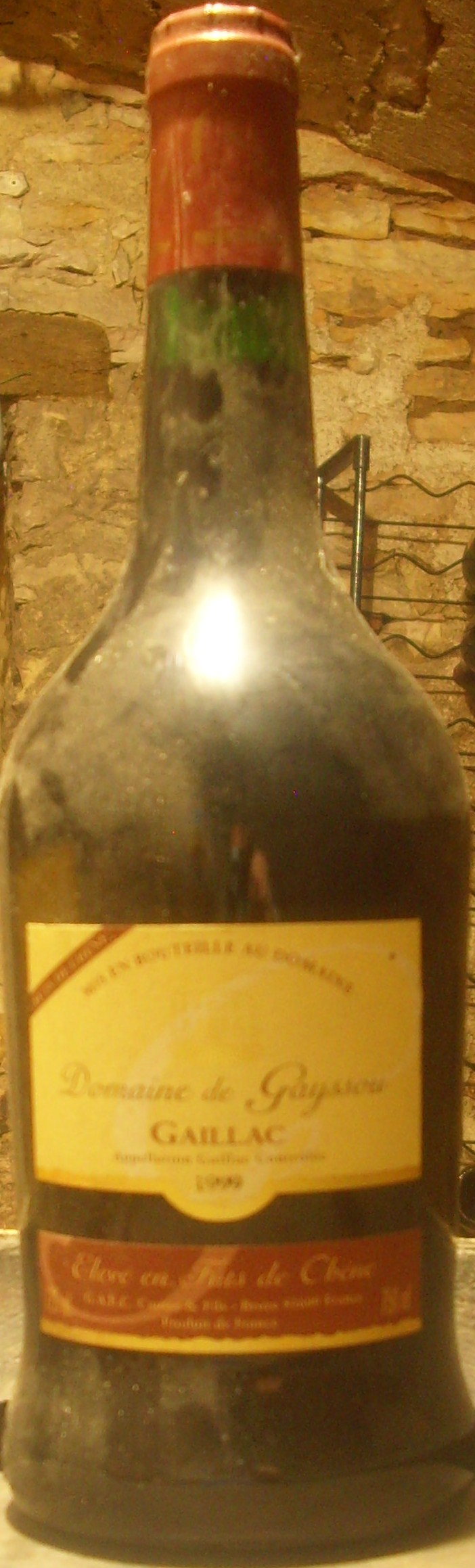
Une bouteille de Gaillac rouge

L'AOC Gaillac blancs date de 1938, celle des Gaillac rouges et rosés de 1970. L'AOC Gaillac premières côtes date de 1984. 
L'appellation Gaillac est régie par deux décrets d'appellation, un pour les vins blancs et un pour les vins rouges. Leur dernière mouture date du 31 août 2005.

### Production
La production gaillacoise est constituée d'environ 33 % de vins blancs, de 8 % de vins rosés et 59 % de vins rouges.[réf. nécessaire]
|            | 2003       | 2004       | 2005       | 2006       | 2007       | 2008       |
| ---------- | ---------- | ---------- | ---------- | ---------- | ---------- | ---------- |
| Production | 147 000 hl | 200 000 hl | 180 000 hl | 180 000 hl | 170 000 hl | 160 000 hl |

### Syndicat de défense et de gestion
Le syndicat de défense et de gestion de l'appellation a son siège dans l'ancienne abbaye Saint-Michel de Gaillac.
La Section interprofessionnelle des vins de Gaillac est une émanation de l'Interprofession des vins du Sud-ouest et a son siège à l'abbaye Saint-Michel.
L'interprofession des vins du Sud-ouest qui regroupe plus de 40 appellations a son siège à Castanet Tolosan sur le campus de l'INRA.

### Commercialisation

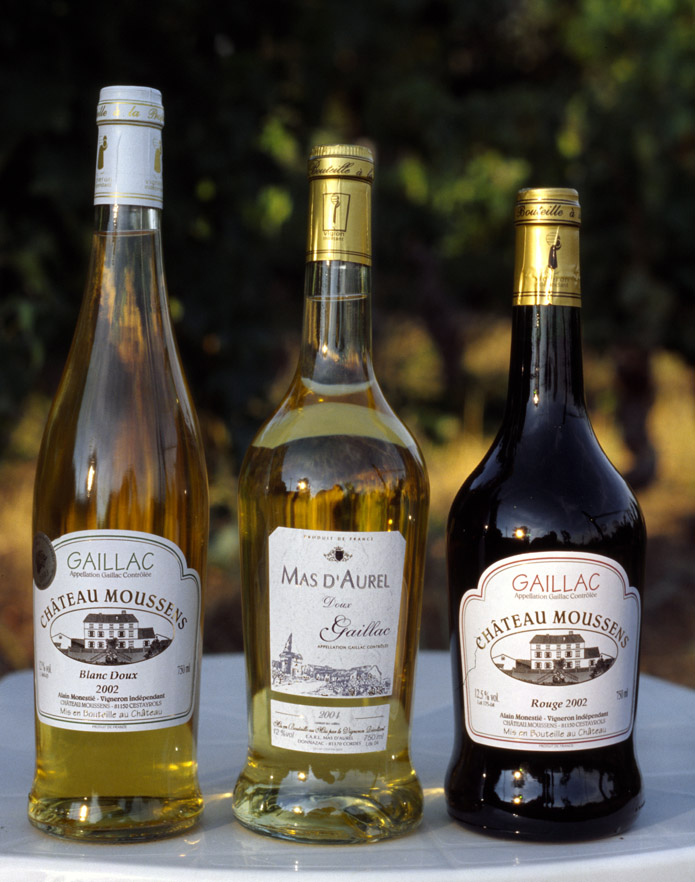
Trois bouteilles gaillacoises

Le vignoble vend environ 20 millions de bouteilles, réparties pour 50 % en grande surface, 42 % en circuit traditionnel (vente directe à la propriété, foires, circuit des cavistes) et 8 % est exporté.
Pour distinguer les vins de Gaillac, une bouteille gaillacoise est créée. Elle est réservée aux vins mis en bouteille dans l'aire d'appellation. Le modèle pour les vins rouges est ventru, avec un léger rétrécissement au-dessus du culot. Le vin primeur est presque toujours conditionné dans ces bouteilles. La bouteille pour les vins blancs est plus élancée avec le même rétrécissement. Comme à l'époque de la marque du coq mise au feu sur les barriques, un signe particulier permet de différencier le gaillac d'un autre vin.

## Structure des exploitations

### Structure économique
Le gaillac est produit par 350 viticulteurs. 125 vinifient en cave particulière et 225 sont apporteurs en cave coopérative.
En 2009, il n'y a pas de négociant vinificateur.
La vigne occupe 3 % de la SAU (surface agricole utile) du département du Tarn avec 7 887 ha (3500 ha en AOC gaillac et 4300 ha en vin de table et vin de pays des côtes-du-tarn. Elle occupe 5 % des exploitations agricoles et représente 9 % de la production agricole du département.

### Producteurs
Les producteurs de vins sont :
| Commune                 | Domaine, maison de négoce et cave coopérative |
| ----------------------- | --- |
| Amarens                 | Château Plantade (Roland Mazières) |
| Andillac                | Domaine de Peyre-Combe (Victor Brureau), Domaine des Cailloutis (Bernard Fabre), Clos Rocailleux (Luc Bontemps et Lucinda Terreyre), Domaine de Condomines (G & C Ramond), |
| Aussac                  | Domaine de Fargues (Jean-Daniel Rouge) |
| Bernac                  | Domaine de Salmes (Jean-Paul Pezet) |
| Brens                   | Domaine de Pialentou (Jean et Agnès Gervais) Conversion en bio. |
| Broze                   | Château Lécusse (Pernille et Mogens N. Olesen), Mas de Bicary (Roger et Claude Rouquié), Domaine de Gayssou (Causse père & fils), Domaine les Combettes (Chris et Jeanne Saville) |
| Busque                  | Domaine Vaissière (Marie-Ange et André Vaissière) |
| Cadalen                 | Domaine Rotier (Alain Rotier et Francis Marre), L'Enclos des Braves (Chantal et Nicolas Lebrun), Les Hauts des Vergnades (Sylvie et Philippe Blanc), Domaine Varlais-Rouge (Alain Varlais-Rouge) |
| Cahuzac-sur-Vère        | Château Adélaïde (Antoine Ferreti), Château Larroze (François Linard), Domaine de Brousse (Philippe, Suzanne et Amandine Boissel), Domaine de Bosc-Long (Ludwig Willemborg), Domaine Cinq Peyres (Charles Bonnafont), Domaine Plageoles (Bernard et Florent Plageoles), Domaine Salvy (Michèle et Anne Marc), Château de Salettes (Chantal Derrieux) Domaine de Masbrunet (Rémy Kuntz) Domaine de Cantalauze (Pauline et Pierre-Olivier LAURENT) |
| Campagnac               | Domaine du Barry (Alain Maroulle), Domaine de Graddé (Étienne Coursières), Manoir de l'Emeillé (Charles et Jeanine Poussou) |
| Castanet                | Domaine de Brin (Damien Bonnet), Domaine de Labarthe (Jean et Jean-Paul Albert) |
| Castelnau-de-Lévis      | Baron Thomières (Carole et Laurent Thomières), Château la Tour-Plantade (France & Jaffar Netanj) |
| Castelnau-de-Montmiral  | Château de Mayragues (Laurence et Alan Geddes), Domaine de la Tronque (Claude leduc) |
| Cestayrols              | Château de Lacroux (Jean, Philippe et Bruno Derrieux), Château Moussens (Alain Monestié), Domaine de Larroque (Valérie et Patrick Nouvel), Château les Vignals |
| Coufouleux              | Domaine de la Valière (EARL Bennes) |
| Donnazac                | Domaine de Bertrand (Eric Cunnac), Mas d'Aurel (Brigitte et Jacques Ribot-Molinier) |
| Florentin               | Château Labastidié (Conseil des échansons de France) |
| Frausseilles            | Château de Frausseilles (SCEA du comte de Thun, gérante Suzanne Klimek), Vignoble le Payssel (Arielle, Eric et Louis Brun) |
| Gaillac                 | Château Balsamine (Christelle Demanèche & Christophe Merle), Château Chaumet-Lagrange (Christophe Boisard), Château des Hourtets (Anne & Édouard Kabakian), Château Maresque (Béatrice Mehaye et Lucas Schutte), Château de Rhôdes (Éric Lépine), Château de Tauziès (Nathalie Deschamps et Jacques Tranier), Château Vignié-Lourac (Alain Gayrel), Domaine Barreau (Jean-Claude et Sylvain Barreau), Domaine de Canto-Perlic (Erik, Sune et Ursula Sloge), Domaine de Genouillac (Alban et Marthe de Genouillac), Domaine Laborie d'Empe (GAEC Cavaillès), Domaine de Laubarel (Lucas Merlo), Domaine Les Grézels (Didier Lagasse), Domaine du Moulin (Jean-Paul et Nicolas Hirissou), Domaine de la Ramaye (Michel Issaly), Domaine René Rieux (C.A.T. de Boissel), Domaine des Terrisses (Alain et Brigitte Cazottes), Domaine La Tour-Boissel (Vincent Fiault), Domaine Vayssette (Nathalie et Patrice Vayssette) Mas des Combes (Nathalie & Rémi Larroque), Mas Pignou (Bernard Auque) |
| Giroussens              | Domaine de l'Amourier (Jean-Paul Raynaud), |
| Labastide-de-Lévis      | Domaine al Couderc (Gabrielle Bousquet), Cave coopérative de Labastide-de-Lévis |
| Lagrave                 | Domaine des Ardurels (Sébastien Cabal), Domaine de Bonnefil (Alain & Martine Lagasse), Domaine Les Guiraudets (Martine et Alain Bounes), Domaine des Parises (Jean et Pierrette Arnaud), Terroir de Lagrave (Arnaud, Bounes et Calmet) |
| Le Verdier              | Château Baron , |
| Lisle-sur-Tarn          | Château Clément-Termes (Caroline & Olivier David), Château de Lastours (Famille de Faramond), Château de Saurs (Marie-Paule Burrus), Domaine Borie-Vieille (Pascale Roc-Fonvieille), Domaine des Cassagnols (Erix Stilhart), Domaine de Long-Pech (Karine et Sandra Bastide), Domaine de Mazou (Étienne et Jean-Marc Boyals), Domaine Saint-Laurent-de-Saurs (Laurent Visseo), Domaine Sarabelle (Laurent et Fabien Caussé), Les Trois Clochers (Thierry & Jean-Pierre Pagès), |
| Montans                 | Château Lavelanet (Pascal Cuasante), Domaine Bois-Moisset (Sylvie Ledran et Philippe Maffre), Domaine Carcenac (Joseph, Nicole et Cédric Carcenac), Domaine la Croix des Marchands (J-M et M-J Bézios), Domaine de Sanbatan (Régine et Jacques Crayssac), |
| Montels                 | Château d'Arlus (Lucien Schmitt) |
| Noailles                | Château Bouscaillous (Annie Causse) |
| Puycelsi                | Château de Terride (Alix et Xavier David) |
| Rabastens               | Domaine In Ventis, Mas de Grouze (Sébastien et Jérôme Alquier), Cave coopérative de Rabastens |
| Sainte-Croix            | Domaine d'Escausses (Jean-Marc Balaran), Domaine L'Enclos des Roses (Aurélie Balaran) |
| Sainte-Cécile-du-Cayrou | Domaine de Lamothe (Alain Aurel) |
| Senouillac              | Domaine Ferret (Bernard Ferret), Domaine du Grand-Chêne (Yannick & Nelly Lacombe), Domaine Reinbold (David et Nadine Reinbold), Mas de Doat (Henri Plageoles) |
| Souel                   | Château Montels (Bruno Montels), Domaine de la Chanade (Christian Hollevoet), |
| Técou                   | Domaine de Gineste (Emmanuel et Sigolène Maugeais), Cave coopérative de Técou |
| Vieux                   | Domaine de Causse-Marines (Patrice Lescarret) |
| Villeneuve-sur-Vère     | Domaine Philemon (Mathieu et Stéphanie Vieules) Domaine Castillet Layole |
| Vindrac-Alayrac         | Château Bourguet (Jean & Jérome Borderie) |
| Virac                   | Mas d'Aurel (Jacques Aymard) |

### Architecture
Le vignoble des coteaux de la rive droite et du plateau cordais possède une unité architecturale faite de bâtiments en pierre calcaire blanche. Les caves anciennes sont semi-enterrées pour protéger foudres et barriques des variations thermiques. En parcourant le vignoble, on rencontre fréquemment des cabanes de vigne avec les mêmes matériaux que ceux des habitations principales.
Dans la vallée du Tarn, le sous-sol conserve l'eau et ne permet pas de creuser la cave. Elle est donc maçonnée en murs épais en brique toulousaine rouge ou en brique de terre crue.
Aujourd'hui, les exploitations se sont modernisées. Les chais sont souvent des hangars à charpente métallique, isolés thermiquement avec les matériaux modernes. Cependant, nombre de domaines ont rénové une partie du vieux chai pour aménager un caveau de vente.
Partout dans le vignoble s'élèvent des pigeonniers, vestiges de l'époque où seule la fiente des pigeons était autorisée pour fumer les vignes.

## Figures emblématiques de l'appellation

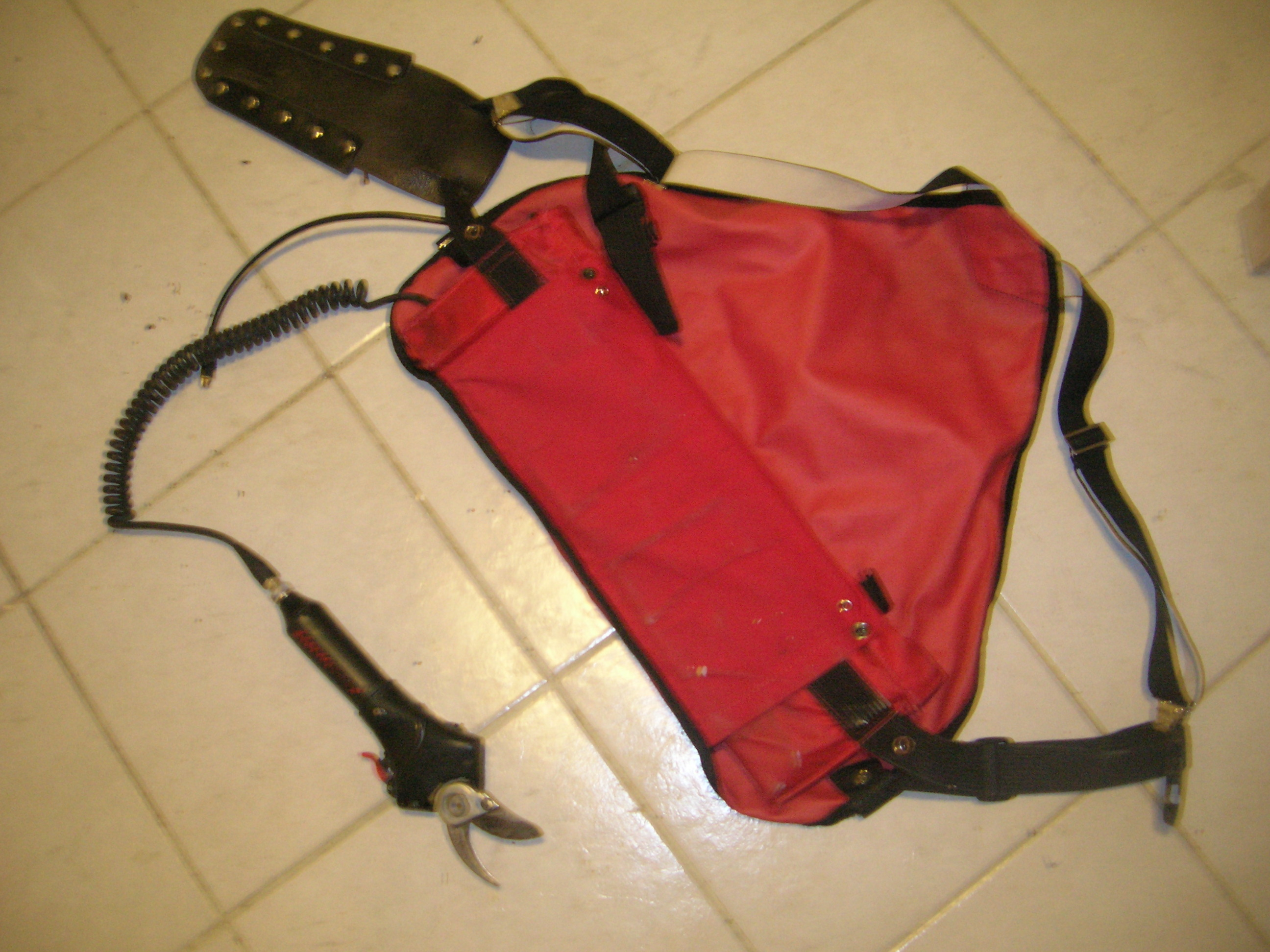
Sécateur électrique électrocoup, fabriqué par la société infaco, créé par Daniel Delmas.

- Robert Plageoles est un ancien vigneron. En activité, il a collectionné les cépages anciens de Gaillac; il fait partie des sauveteurs de l'ondenc et du prunelar. Aujourd'hui retraité, il utilise son temps libre à la recherche sur l'histoire de Gaillac et de ses cépages.

Deux livres ont été publiés dont il est auteur, un dont il a préfacé l'ouvrage:
Robert Plageoles et Fernand Cousteaux, Le vin de Gaillac, 2000 ans d'histoire, Toulouse, Privat, 2001, 125 p. (ISBN 2-7089-0466-3)
Robert Plageoles, La saga des cépages gaillacois et tarnais en 2000 ans d'histoire, Paris, Jean-Paul Rocher, novembre 2006, 133 p. (ISBN 978-2-911361-88-3)
- Alain Rotier, vigneron, est le président de l'appellation depuis 2005[192]. Il a succédé à Jean-Marie Bézios qui a occupé la place pendant 17 ans.
- Michel Issaly, vigneron et président du VIF[193]. (Vignerons Indépendants de France)
- Olivier Yobregat est un chercheur de l'Institut Français de la Vigne et du Vin[194] (organisme de recherche issu de la fusion de l'ITV et de l'ENTAV en mars 2007). Il est responsable de la conservation, de la gestion et de la création de conservatoires viticoles. Il est un des acteurs majeurs ayant conduit à la création du conservatoire de Peyrole, véritable collection de cépages et clones de Midi-Pyrénées. Il est par ailleurs une figure phare de la vie culturelle gaillacoise puisqu'il est le créateur du club des "Joyeux Gaillacois", dont le but est de maintenir vivant le savoir-vivre gaillacois et ses pratiques gastronomiques.
- Daniel Delmas est le créateur du premier sécateur électrique. Il a créé la société Infaco pour le produire. La société est sise à Cahuzac-sur-Vère, dans le vignoble gaillacois[195]. Elle fabrique et commercialise la marque electrocoup.
- Marcel Marchandeau, dit Touny-Lérys, poète né à Gaillac. Véritablement amoureux de sa région natale, il a chanté dans ses vers, des vendanges qui pourraient bien être celles du gaillacois[196].

« ...M'offrira la splendeur des vignes au soleil
Où les vendangeurs se lutinent
Et l'odeur du vin qui flotte sur la campagne... »

## Tourisme et folklore

### Évènements festifs viticoles en gaillacois

#### Concours des vins de Gaillac
Le concours des vins se déroule le lundi précédant le weekend de l'Ascension. Le nombre de catégories est à la hauteur du nombre de vins différents dans l'appellation:
- vins blancs secs : sec, élevé en barrique, perlé
- vins blancs doux : jeune, élevé en barrique
- vins rosés :
- vins rouges : de l'année n-1, de l'année n-2, de l'année n-1 élevé en barrique, vin vieux (âge supérieur à deux ans)
- mousseux : brut, demi-sec, doux

#### Printemps des vins de Gaillac
Tous les ans depuis 2005, le weekend de l'Ascension, les vignerons producteurs de gaillac ouvrent leurs portes pour faire découvrir leur production. Cette manifestation fait suite au concours, les vignerons nouvellement primés étrennant leurs médailles.

#### Fête des vins de Gaillac
Programmée le premier ou le deuxième week-end d'août, elle se tient dans le parc de Foucaud qui entoure une belle demeure classique du XVIIe siècle sur les bords du Tarn à Gaillac. Des cabanes sont louées aux vignerons et caves coopératives pour l'accueil des visiteurs. Un verre acheté à l'entrée permet de déguster un bel échantillon de la production. Le village gourmand permet d'apprécier d'autres productions ou de s'y restaurer avec des assiettes d'assortiments. Le samedi soir a lieu un spectacle terminé par un feu d'artifice et le dimanche matin voit la procession des membres de la confrérie entre le parc de la fête et l'église Saint-Michel. Une messe y est dite pour le vin de Gaillac.
Elle accueille, bon an mal an, 15 000 visiteurs sur deux jours. La moitié est issue des amateurs locaux, l'autre moitié vient de plus loin, soit des vacanciers de passage, soit des habitués venus s'approvisionner.

#### Sortie du vin primeur
Comme partout en France, le gaillac primeur est mis à la consommation et à la vente le troisième jeudi du mois de novembre à 00:00 heure. Il donne l'occasion aux viticulteurs d'ouvrir les portes de leur chai et de faire découvrir toute la palette des vins. Les animations durent tout le weekend qui suit.

### Confrérie de la Dive Bouteille

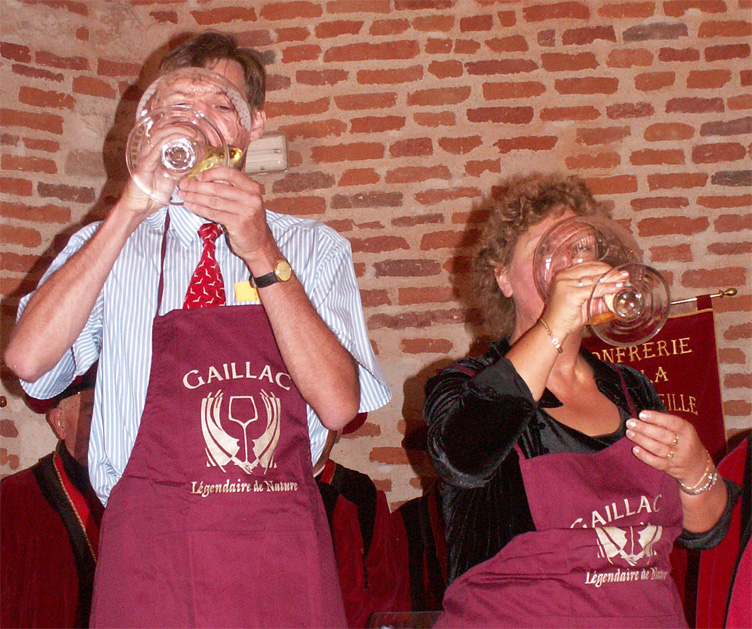
Dégustation entre confrères

Autrefois, entre 1529 et 1789, un concours de taille annuel la rey de la poda couronnait tous les ans le tailleur le plus habile.
Créée en 1947, la société littéraire et gastronomique « La confrérie albigeoise de Rabelais » compte, en son sein, une section nommée « confrérie de la Dive Bouteille » qui veille au maintien des « traditions gastronomiques et viticoles régionales ». Sous l'impulsion du maire de Gaillac, Jean Calvet, poète à ses heures, des règles d'admission sont éditées et, en 1968, elle ajoute à son nom celui de Gaillac.
Les assises de cette confrérie bachique ont lieu les troisième et quatrième samedi de novembre, au moment de la sortie du gaillac primeur. Elle participe aussi à la fête du vin de Gaillac.

### Mariage du gaillac et du brie de Melun

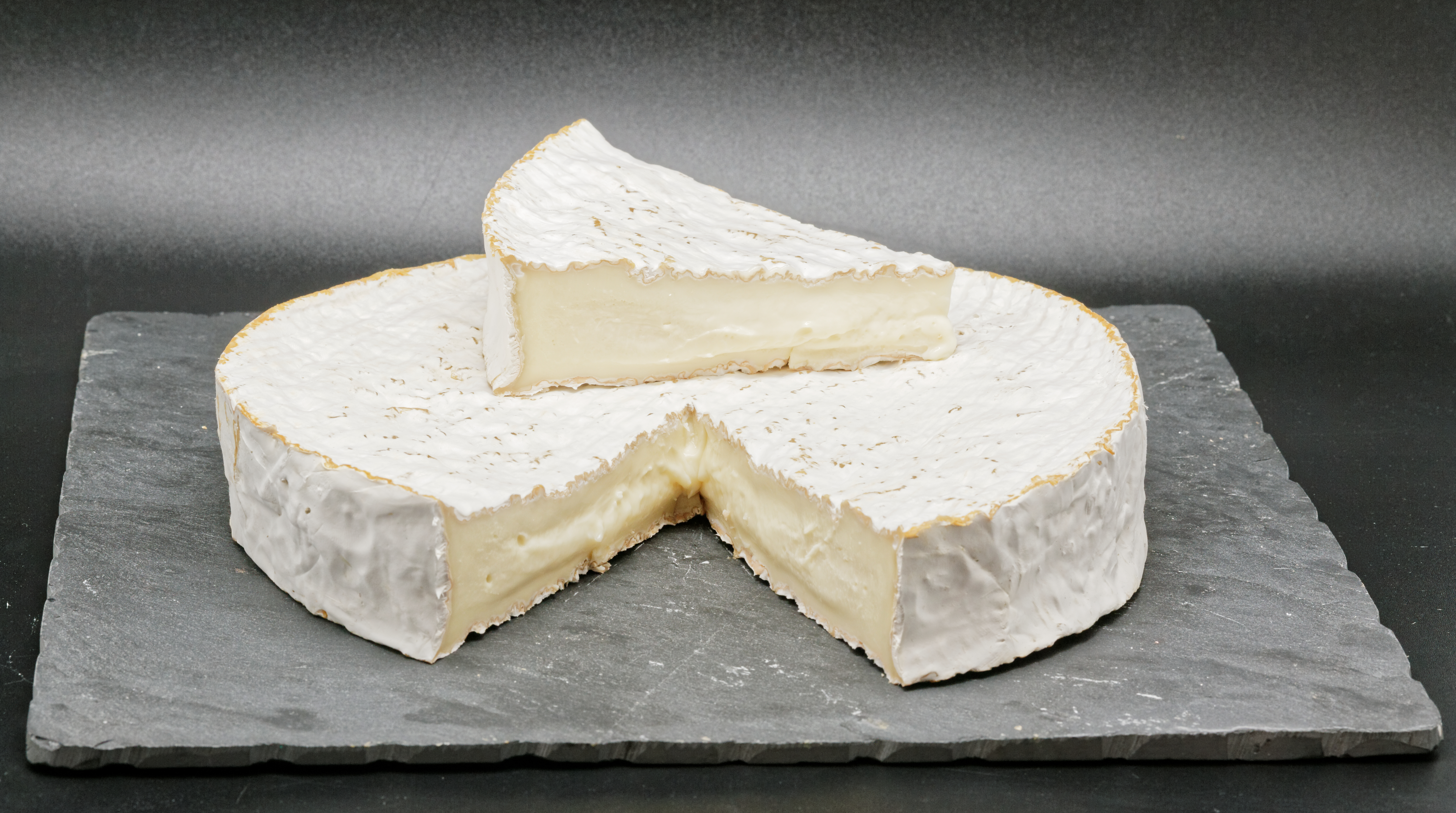
Brie de melun

Le 17 novembre 1995, les noces du vin de gaillac et du brie de Melun ont été célébrées, tant leurs amateurs appréciaient la complémentarité de leurs arômes. Les confréries des deux appellations étaient invitées.
Depuis, les représentants des époux se retrouvent ponctuellement pour faire participer les producteurs d'une AOC aux fêtes de l'autre.

### Circuit des Bastides albigeoises
Ce circuit, créé par l'office de tourisme du Tarn, permet de faire le tour de bastides du XIIIe siècle créées après les ravages de la croisade des albigeois : Cordes-sur-Ciel, Castelnau-de-Montmiral, Lisle-sur-Tarn, Labastide-de-Lévis, Castelnau-de-Lévis, Puycelsi… Ce circuit parcourt le vignoble et permet de nombreuses étapes gastronomiques entre domaines viticoles, élevages de canards gras et petits restaurants où se côtoient cuisine régionale traditionnelle et cuisine gastronomique.
Le paysage des coteaux est morcelé par les parcelles de vignes, plus petites que les parcelles de terres labourables et desservies par de nombreuses petites routes et chemins agricoles. L'habitat est traditionnellement établi à mi-pente, en brique ou en pierre calcaire et signalé de loin par ses arbres : cyprès ou pins parasols.
Dans la vallée du Tarn, le paysage est plus urbain, morcelé par les grands axes routiers et ferroviaire. Les villes s'étendent et grignotent l'espace rural où la vigne est souvent minoritaire face au maïs, au maraichage et à l'arboriculture. Les fermes anciennes ont des maisons en brique de terre cuite et des annexes en brique de terre crue, signalées par des cèdres.

### Expression
Être entre Gaillac et Rabastens signifie être ivre. Cette maxime ancienne vient de Lisle-sur-Tarn, située entre les deux villes: on y disait que les gens ivres n'avaient pas su choisir entre les deux vins et avaient dû les redéguster à plusieurs reprises.

### Gaillac, l'AOC des exceptions
Comme Châteauneuf-du-pape, le gaillac peut s'enorgueillir d'être l'AOC aux 14 cépages : mauzac blanc, mauzac rose, len de l'el, muscadelle, sauvignon et ondenc en blanc et cabernet franc, cabernet sauvignon, duras, fer servadou, gamay, merlot, prunelard et syrah en rouge. Si l'on considère que le sémillon est admis jusqu'en 2028, elle en comporte même quinze actuellement.
Aucune autre appellation ne peut revendiquer un aussi grand nombre de produits différents. Aux vins rouges primeurs et classiques, s'ajoutent le vin rosé et les vins blancs secs, doux, mousseux méthode traditionnelle et mousseux méthode artisanale. Il ne manque guère que les vins mutés. (vin doux naturel ou mistelle).